# 千葉マリンスタジアム
千葉マリンスタジアム（ちばマリンスタジアム）は、千葉県千葉市美浜区の幕張海浜公園Fブロックにある多目的野球場。プロ野球・パシフィック・リーグ（パ・リーグ）の千葉ロッテマリーンズが専用球場（本拠地）として使用している。

## 概要
インターネット企業ZOZOが施設命名権を取得しており、名称をZOZOマリンスタジアム（ゾゾマリンスタジアム、略称：ゾゾマリン）としている。

### 千葉ロッテマリーンズの本拠地
1992年（平成4年）3月3日に「千葉ロッテマリーンズ」は当球場で初の練習を行い、同月7日には初のオープン戦、同年4月4日には初公式戦を開催して本拠地としての活動を開始した。
移転初年度のロッテはチームの勝敗では6位と最下位に低迷したものの、観客動員では移転景気で約28万人増の約130万人と球団新記録を達成したが、2年目に大きく落ち込んだ。
その後は、チーム成績が好調だった1995年（平成7年）には観客動員が伸びたものの、チーム成績および観客動員共に低迷した。
1996年（平成8年）3月の千葉市議会で「千葉マリンのドーム化」についての質疑が行われるなど、県や市の政財界関係者の一部の間で、伸び悩むロッテの観客動員と強風など気象条件に左右されやすい環境を改善する打開策として「千葉マリンのドーム化」を求める動きが起こった。
1999年（平成11年）にロッテがシーズン序盤好調だった際に、千葉市の松井旭市長が「優勝した場合はドーム化を検討する」と表明した。この際には建設費は約80億円で民間資本を活用して行うことが構想されていた。しかし結果は4位に終わってしまった。
2004年（平成16年）6月に「ボールパーク化構想」の実現のために、千葉県議会が、当球場と隣接する千葉県立の海浜公園の一体的な活用が可能となる管理基準の改訂を行った。同月にロッテ球団はその一環として、球場周辺に物販施設を併設することなどを提案して、千葉市とも協力することになった。
2006年（平成18年）4月に一塁側にカクテルなどを味わいながら観戦可能な「バー」を、同年8月1日にスタジアム敷地内に「マリーンズ・ミュージアム」を開設するなど「ボールパーク化」が進められることになった。
こうした取り組みに伴って千葉ロッテマリーンズが指定管理者となった。
NPB12球団の本拠地球場では、唯一ホームチームのリーグ優勝・CS優勝・日本シリーズ優勝の胴上げが行われたことがない。ビジターチームでは、1993・2019年西武、2003年ダイエー、2007年日本ハムが該当する。

### アマチュアスポーツの殿堂
社会人野球公式戦のJABA千葉市長杯争奪野球大会の第1回大会を皮切りに高校野球や社会人野球などのアマチュア野球も行われるようになった。千葉県大学野球も2000年以降は1部リーグ戦の1節を開催することがある。2022年に東都大学野球1部リーグ戦が初めて行われた。
高校野球では、夏の全国高等学校野球選手権千葉大会の開会式と準々決勝以降の試合（ロッテの日程の兼ね合いで5回戦以下の試合で使用される場合もある）などで使用されている。
他球場と同じく草野球場としての一般貸し出しも行っている。しかし、使用条件があり「1チームのメンバーが25名以内で、3分の2以上の方が『千葉県民あるいは千葉市内在勤・在学者』であること（対戦チームについても同様）」となっている。

### 国際大会等の会場
2010年（平成22年）9月25日に国民体育大会（ゆめ半島千葉国体）の開会式会場となった。野球場で国体の開会式をするのは初めてであった。2010年にロッテがクライマックスシリーズに進出した際には、ファーストステージならびにファイナルステージ全試合のパブリックビューイングが元ロッテの立川隆史をゲストに行われ、最終戦には公式戦並みの約1万3千人の観客を集めた。
2018年、千葉県で開催された第16回世界女子ソフトボール選手権の決勝ラウンドの会場となった。
2019年、2019 WBSCプレミア12の2次ラウンド（スーパーラウンド）の会場となり、11月11日と11月12日の合計3試合を開催した。

### 株式会社千葉マリンスタジアム
球場開設時にその運営管理会社として、千葉市などによる第三セクター「株式会社千葉マリンスタジアム」が設立されている。2005年以前は基本的業務として千葉マリンスタジアムの管理運営を行っており、2006年に千葉ロッテマリーンズが指定管理者となって以降は利用者管理業務・施設管理業務等をマリーンズから受託して管理運営を行っている。
また、これ以外にも千葉市の指定管理者として、千葉市内の4つのコミュニティセンター（高洲・真砂・鎌取・都賀）、また共同事業体SSP UNITEDを代表する形で千葉市蘇我スポーツ公園の管理運営を行っている。過去には京葉銀行文化プラザの管理運営、NASスポーツクラブより受託を受けて青葉の森スポーツプラザの管理運営を行っていた。

## 歴史

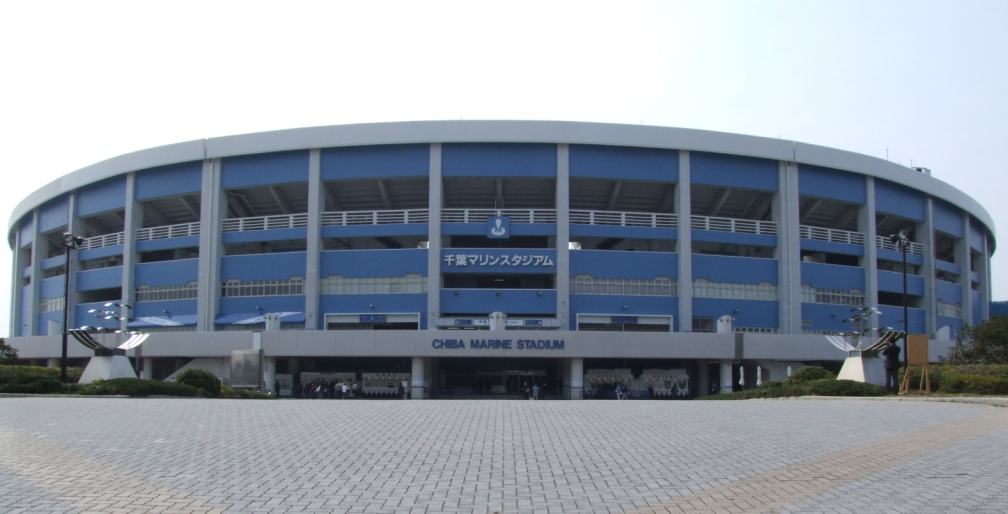
命名権設定前の球場外観（2006年）

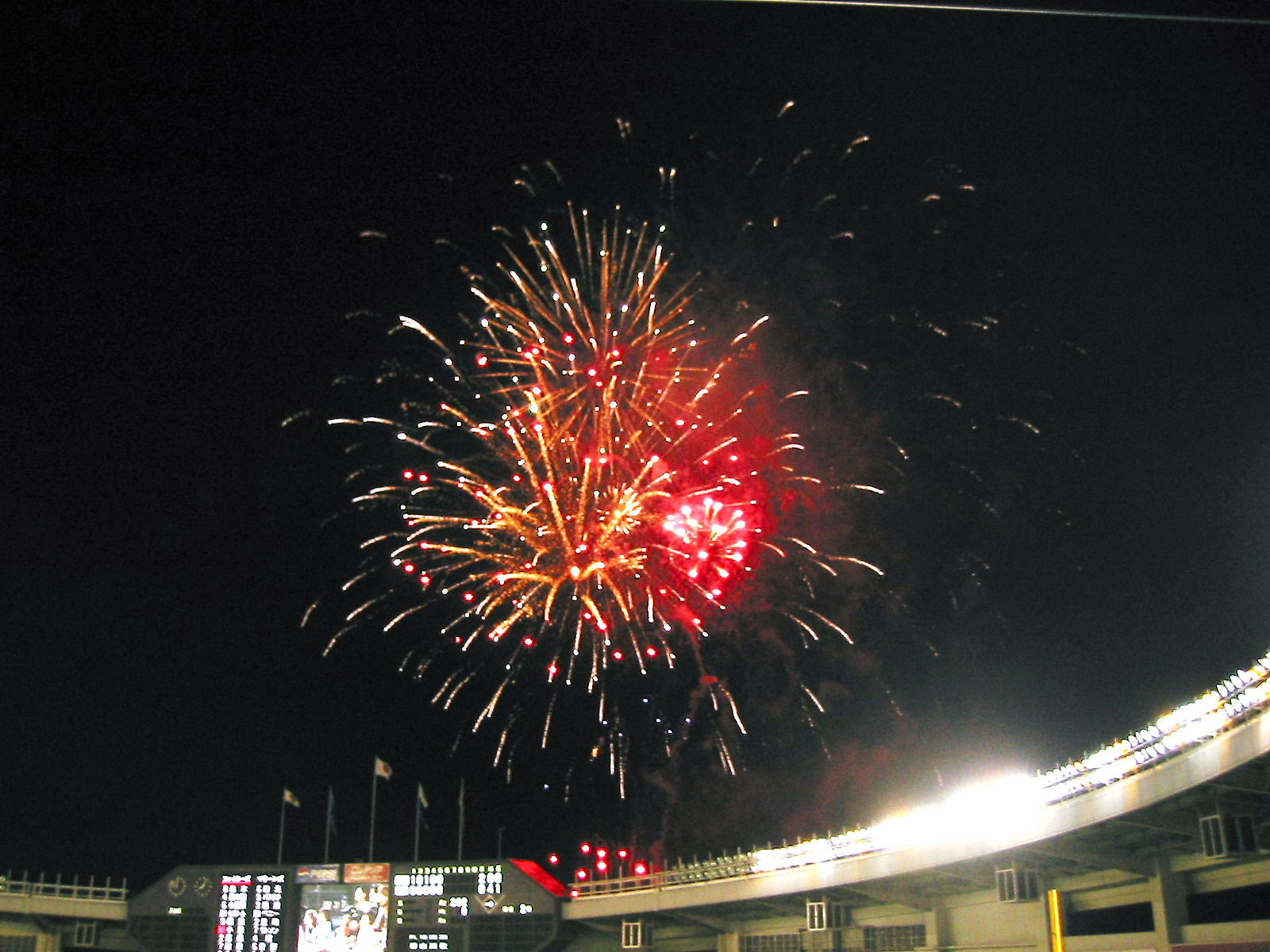
夏季のナイターゲームで行われる打ち上げ花火

### 建設・開場
全国屈指の多目的野球場を目指して「千葉球場（仮称）」として1988年（昭和63年）1月30日に起工式が行われた。
愛称の募集が行われ、同年4月15日に「千葉マリンスタジアム」に決定した。
球場施設は千葉市、駐車場などの土地部分は千葉県がそれぞれ所有であるが、建設時から民間のノウハウを活用して各種イベントなどの運営・管理を第三セクターが担うことを目指しており、地元企業など官民49社が共同出資して、1989年（平成元年）5月19日に「株式会社千葉マリンスタジアム」が設立された。
1990年（平成2年）2月22日に竣工し、3月24日に開場した。こけら落としはオープン戦巨人対ロッテ戦となり、市民1万人を無料で招待することになった。また、千葉県内に東京ディズニーランドがあることから、ミッキーマウスとドナルドダックも来場し、始球式に立ち会った。なお、当該試合の主催はロッテではなく巨人であった。
初のプロ野球公式戦は翌1991年（平成3年）5月25日のヤクルト対中日戦（ヤクルト主催）。なお、当球場の初安打は古田敦也（二塁打）、第一号本塁打は荒井幸雄（ランニングホームラン）であった（#ヤクルト主催の公式戦の項も参照）。

### プロ野球の球団招致
昭和末期に検討していたダイエーへの身売りを直前で取り止め、また老朽化しかつ狭隘な川崎球場を本拠地とし、観客動員が伸び悩んでいたロッテオリオンズは関東の他球場への本拠地移転を検討しているとされており、建設開始前後から当球場へ進出する構想がささやかれていた。また、「株式会社千葉マリンスタジアム」が運営会社として活動を開始した直後の1989年（平成元年）6月25日に「千葉にプロ野球を誘致する県民会議」が県民・市民や県内政財界関係者によって結成され、プロ野球誘致を求める署名運動が開始された。そのため、「株式会社千葉マリンスタジアム」がロッテ球団に対して招致を行って「公式戦」を1989年（平成元年）11月に開催するとの回答を得ると共に、同年11月24日には同球団の松井社長が来季からの移転に意欲を見せるなど本拠地移転に向けて進展が見られた。
しかし、プロ野球の球団本拠地化に伴う補助金の返還が約5億円に上ることなどもあり、「公共性重視」を掲げて千葉県側が招致に慎重な姿勢を示したことから1991年（平成3年）の移転すら困難と見られるようになった。こうした状況を受けて、千葉青年会議所が千葉県と千葉市にプロ野球誘致に向けて努力を要望したものの、状況は進展せず、開場後の1990年（平成2年）7月になっても千葉県当局は県議会でプロ野球の球団誘致に慎重な姿勢を変えなかった。同年9月に千葉青年会議所が千葉県議会に改めて請願書を提出し、同年10月に入ってようやく千葉県知事が誘致へ協力することを表明することになった。千葉県の姿勢の転換を受けて同月25日に千葉市と千葉県はプロ誘致について正式合意し、千葉県が千葉市に了承書を交付した。ところが、同月30日にロッテの松井静郎球団社長は1991年（平成3年）の移転断念を表明し、1991年（平成3年）2月5日に「株式会社千葉マリンスタジアム」がパシフィック・リーグに招致への協力要請した後の3月31日に行われた千葉市長との会談でロッテ球団側はあくまで「白紙」状態であると表明するなど、今度はロッテ球団側が慎重な姿勢を見せた。その後、同年7月31日に日本プロ野球のオーナー会議で重光昭夫オーナー代行が正式に移転を表明し、同日開催されたロッテ主催による千葉マリン初のパ・リーグ公式戦（対西武戦）に花を添えた。そして同年9月4日の実行委員会でロッテの保護地域の千葉県への移転が承認され、同年10月31日のオーナー会議での承認を経て、1992年からロッテは千葉マリンに本拠地を移すことが決定した。
移転の際、従来からのファンからは球団名として「オリオンズ」の継続を望む声もあったが、低迷を脱出するためにイメージを一新したいとして変更することになった。同年11月19日に一般公募から選考して、新たな愛称は「千葉ロッテマリーンズ」に決定した。
1992年シーズンのロッテの開幕戦は、本来はオリックス・ブルーウェーブが主催権を持っておりグリーンスタジアム神戸で開催される予定だったが、ロッテ側が新たな本拠地となる千葉で開幕戦を実施したいという意向を示したため、オリックスと交渉を行いロッテに主催権を譲渡して千葉で開催された。

### 命名権の導入
2010年（平成22年）11月4日 - 千葉市が施設命名権売却先の募集要項を原則として「契約期間3年以上で年額2億円以上」と発表して公募に踏み切った。同年12月7日に施設命名権売却先の交渉先にQVCジャパンを交渉先に選定した。同社の契約は、年額2億7500万円の10年間契約で、総額27億5000万円というものであった。同年12月27日に千葉市およびロッテ球団は、QVCジャパンが基本合意して呼称を選定したと発表し、2011年（平成23年）3月から「QVCマリンフィールド」となることになった。
以降、球場名称の変遷詳細は#施設命名権の節も参照。

### 大規模改修・新球場建て替え構想
2020年（令和2年）3月で開場から30年が経過し、老朽化が進んでいる状況を踏まえ、千葉市では大規模改修または新球場への建て替え（別の場所を含む）の検討が進められている。
千葉市では大規模改修を行った場合の費用を試算し、当初予定していた50億円を大幅に超える70億から80億円かかることが判明。メンテナンス費用など長期的なコストを考慮すると建て替えることも選択肢の一つだとしている。
また、建て替えた場合の新球場予定地として、2021年（令和3年）の千葉県知事選挙（3月21日投開票）で当選した千葉県知事の熊谷俊人は出馬時（当時・千葉市長）に行われた政策発表会見において、2023年（令和5年）に開業したJR京葉線幕張豊砂駅に近い幕張メッセの駐車場用地を候補として挙げている。なお、熊谷は千葉市長時代の2018年（平成30年）に行われた地元財界向けのロッテ球団応援イベントの中で建て替えと同時にドーム球場にする事については否定している。
千葉市では広島市民球場から広島東洋カープの本拠地を引き継いだMAZDA Zoom-Zoom スタジアム広島の事例などを研究すると共に千葉県やロッテ球団、地元財界などにも呼び掛けて具体案の検討に入りたいとしており、2023年4月より本格的に検討を進め、2年以内を目処に基本的な構想や計画をまとめるとした。
2023年7月、スタジアムの現状や改修・建て替えにかかる事業費の概算などについて、千葉市が行った基礎調査結果が公表された。現在地で改修した場合やドーム化を含む別の場所にて建て替えた場合などを想定した計6案が示され、事業費は最大で2500億円、新球場の供用開始は約10年後と想定している。
2024年10月、千葉市は建設資材価格の急激な高騰などを理由として、球場の改修または建て替えの決定について、2025年度以降に延期することを発表した。
2025年5月22日、千葉市は千葉マリンスタジアム再整備基本構想案の骨子を発表し、2034年頃を目処に幕張メッセの駐車場に新スタジアムを建設し、移転開業させることを明らかにした。事業費は約650億円、収容人数は現球場の1割増となる3万3000人前後を予定している。なお、現球場における歴史の継承及び隣接する幕張メッセや近隣の幕張海浜公園Aブロック内に誘致を予定しているバスケBリーグ・アルティーリ千葉の新アリーナとの兼ね合いなどから屋外型スタジアムを選択した。

### 沿革
- 1988年（昭和63年）
  - 1月30日 - 仮称「千葉球場」起工式[29]。
  - 4月15日 - 愛称が「千葉マリンスタジアム」に決定[31]。
  - 11月18日 - 「株式会社千葉マリンスタジアム設立準備委員会」が発足[80]
- 1989年（平成元年）
  - 5月19日 - 「株式会社千葉マリンスタジアム」設立[33]。
- 1990年（平成2年）
  - 2月22日 - 竣工。総建設費133億円。
  - 3月24日 - 開場[1]。
- 1991年（平成3年）
  - 5月25日 - 初のプロ野球公式戦（ヤクルト - 中日）開催。
  - 7月31日 - 初のロッテオリオンズ（当時）公式戦（ロッテ - 西武）開催。
- 1992年（平成4年）
  - 3月3日 - 「千葉ロッテマリーンズ」の初練習[2]。
  - 3月7日 - 「千葉ロッテマリーンズ」の初オープン戦[7]。
  - 4月4日 - 「千葉ロッテマリーンズ」の初公式戦[8]。
- 2006年（平成18年）
  - 千葉市の指定管理者制度導入に伴い、本球場の指定管理者として千葉ロッテマリーンズが指定される。株式会社千葉マリンスタジアムはマリーンズからの利用者管理業務・施設管理業務等の受託、市内のコミュニティセンターの指定管理者としての業務に移行[81]。
  - 4月 - 一塁側にカクテルなどを味わいながら観戦可能な「バー」を開設[19]。
  - 8月1日 - 敷地内に「マリーンズ・ミュージアム」を開設[20]。
- 2010年（平成22年）
  - 11月4日 - 千葉市が施設命名権売却先の募集要項を原則として「契約期間3年以上で年額2億円以上」と発表[60]。
  - 12月7日 - 千葉市が施設命名権売却先の交渉先にQVCジャパンを交渉先に選定したと発表[61]。契約金額は年額2億7500万円の10年間契約で総額27億5000万円[62]。
  - 12月27日 - 千葉市およびロッテ球団はQVCジャパンが基本合意し、呼称を「QVCマリンフィールド」に選定したと発表[63]。
- 2011年（平成23年）
  - 3月1日 - 「QVCマリンフィールド」に呼称を変更[63]。
  - 3月11日 - 東日本大震災の際、球場自体には大きな被害はなかったが駐車場や海浜幕張駅周辺で液状化が発生。観客の安全に配慮して同月15日と16日のオープン戦が中止となった[82][83]。
- 2016年（平成28年）
  - 3月1日 - スコアボードを全面大型映像装置に改修[84]。詳細後述
  - 7月26日 - QVCジャパンが千葉市に対して残り5年の命名権利を返上・解約したいとの意思を表明。
  - 9月27日 - QVCと千葉市が解約について協議した結果、千葉市はこれを了承。同年11月30日をもって「QVCマリンフィールド」の名称を終了すると発表。
  - 10月28日 - 新名称の優先交渉権者に、スタートトゥデイ[注釈 6]が選定される。
  - 12月1日 -  QVCマリンフィールドから「ZOZOマリンスタジアム」に呼称を変更にした。
- 2019年（平成31年/令和元年）
  - オープン戦から、テラス席「ホームランラグーン」を増設。これにより、2018年以前よりも最大で4メートル外野スタンドが手前にせりだした[85]。また、フィールドウイングシートの手前に「サブマリンシート」とダグアウト上に「ダグアウトボックス」、3席種計746席増設された[86]。
- 2021年（令和3年）
  - 8月31日 - 同日行われたロッテの公式戦（対西武戦18回戦）で本球場での通算1000勝を達成した[87]。
- 2022年（令和4年）
  - 4月10日 - 佐々木朗希が完全試合を達成。
- 2023年（令和5年）
  - 2月 - 3塁側の2階席にBOX席新設を発表。これにより、本球場の収容人員が変更になった[88]。
- 2024年（令和6年）
  - 3月 - シーガル・ボックスの拡張並びに法人向け年間契約VIPルーム「アネックス・スイート」の新設を発表。これにより、本球場の収容人員が変更になった[89]。
- 2025年（令和7年）
  - 3月 - アイランド・シートエリアの拡張とシーニック・ボックスの新設を発表。これにより、本球場の収容人員が変更になった[3]。

## 施設概要

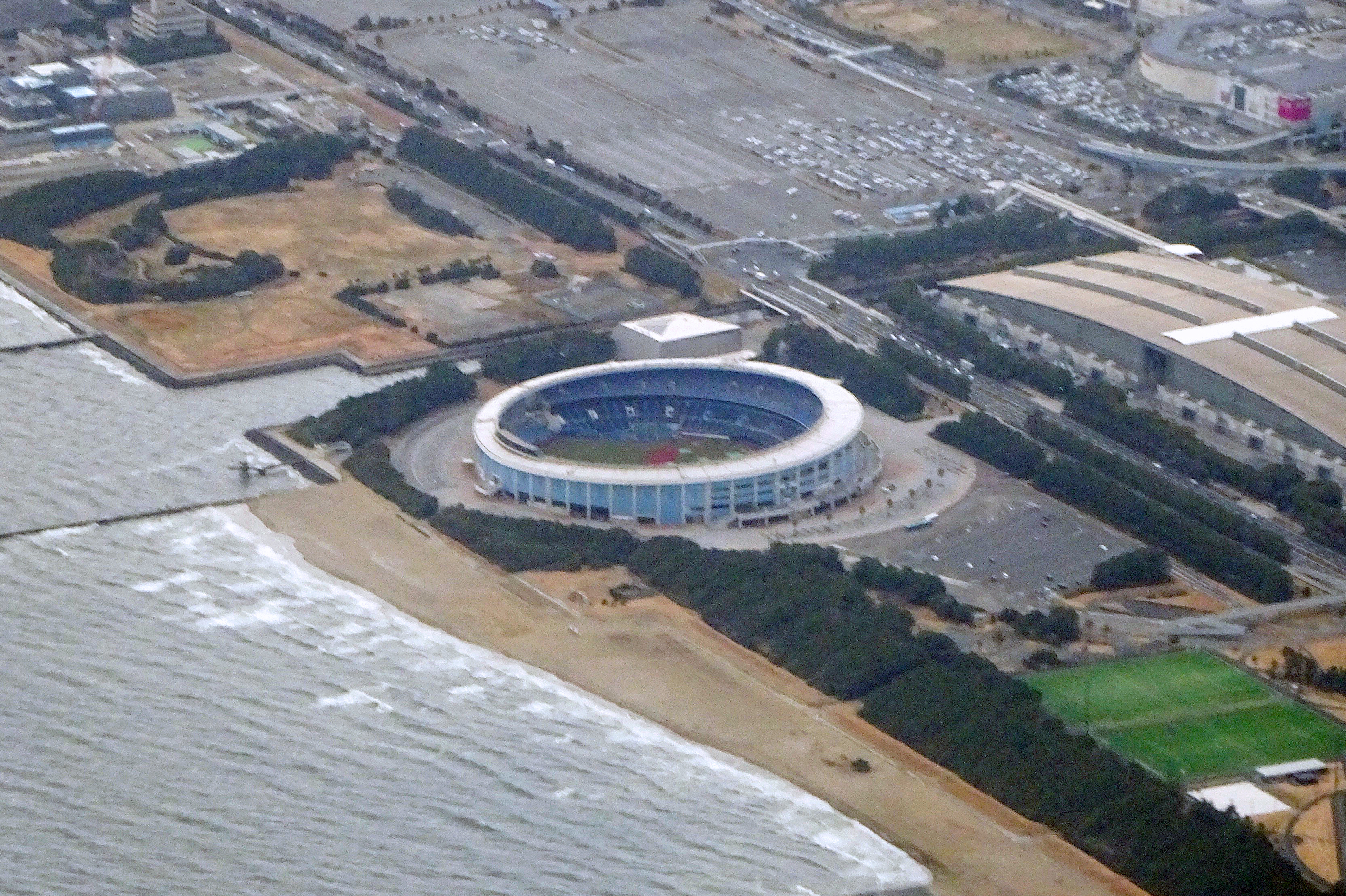
スタジアム空撮（2023年）

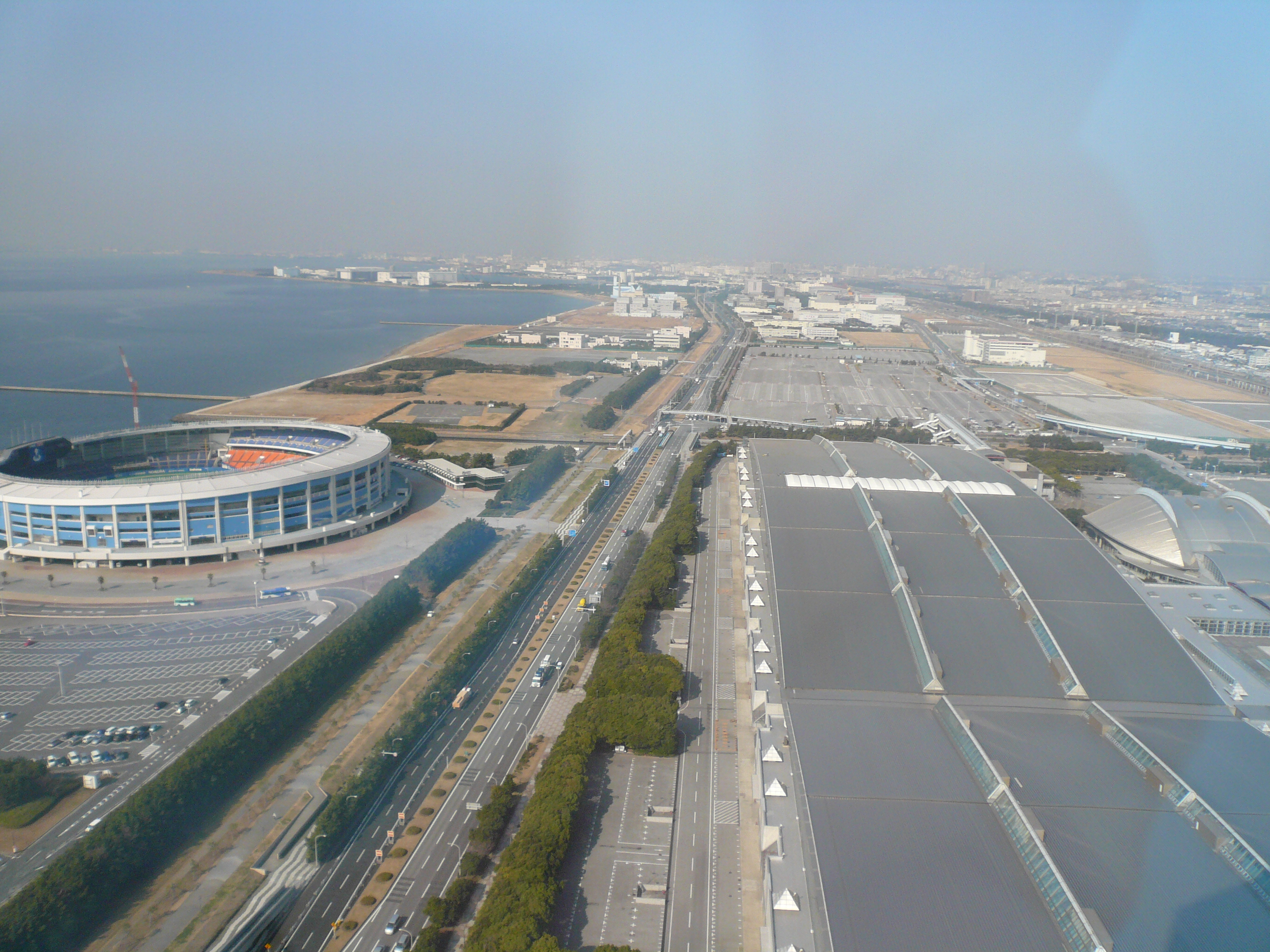
左が千葉マリンスタジアム、右が幕張メッセ（2010年）

### 球場データ
- 構造[90]
  - 本体：SRC造地上5階建
  - コンコース：RC造
- 建築面積[90]
  - 本体：14,938.38 m2
  - コンコース：4,288.08 m2
- 外壁高さ：バックネット側33.9 m、バックスクリーン側27.6 m[91]
- グラウンド面積：12,773.00 m2[90]
  - 開場当初から2005年までは14,674 m2、最大グラウンド面積：15,018 m2（可動席取り外し時）
- グラウンド：野球専用人工芝（ミズノ製「MS Craft Baseball Turf」、ミズノ・積水樹脂の共同開発）[広報 4][92]
- グラウンド規模：両翼99.5 m、左右中間112.3 m、中堅122 m[93]
- 外野フェンス高さ：3.3 m[93]
- 照明設備：大庇先端上投光器照明方式（通称「サークルライン方式」、コイト電工製高演色LED投光器「OPTIS BEAM PRO」）[広報 5][94]
- 電光掲示板：6か所（メインスクリーン、サブスクリーン2か所、ネット裏スクリーン2か所、帯状映像装置）[広報 6][95][96]
  - メインスクリーン：高輝度フルカラーLED式（三菱電機製オーロラビジョン、縦10.08 m×横28.8 m、1,201型相当）
  - サブスクリーン：高輝度フルカラーLED式（オーロラビジョン、縦5.76 m×横20.16 m、825型相当）
  - ネット裏スクリーン
    - スコア部：高輝度フルカラーLED式（オーロラビジョン、縦2.4 m×横11.2 m、451型相当）
    - カウント部：高輝度フルカラーLED式（オーロラビジョン、縦2.4 m×横2.88 m、148型相当）

  - 帯状映像装置：高輝度フルカラーLED式（三菱電機製オーロラリボン、縦1.28 m×横295.68 m）
- スタンド：内野2層式、外野1層式
- 収容人員：29,635人（車椅子席8席含む、2024年3月現在）[97]。
  - 2006年より小規模な改修が毎年繰り返されており座席数が増減しているが、その変更に対しての増減は細かく発表されていない。
  - 最高観客動員数は2006年8月19日の千葉ロッテマリーンズ対北海道日本ハムファイターズ第14回戦の31,024人である[98]。
  - 2022年までは、プロ野球公式戦の場合は入場者が30,000人を超えた時点で「満員御礼」が出ていたが、2023年に収容人数が変更された為、2023年以降は不明である。

### スタンド

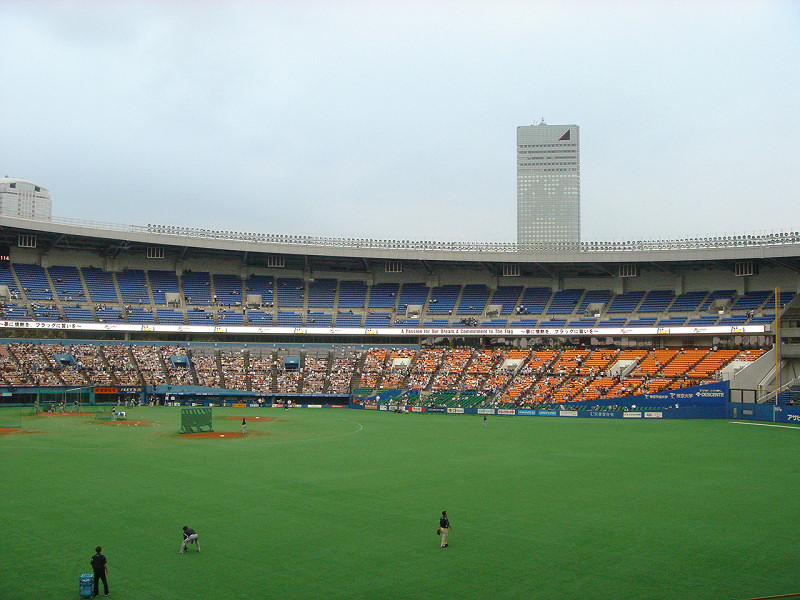
内野スタンド（オーロラリボン設置後）

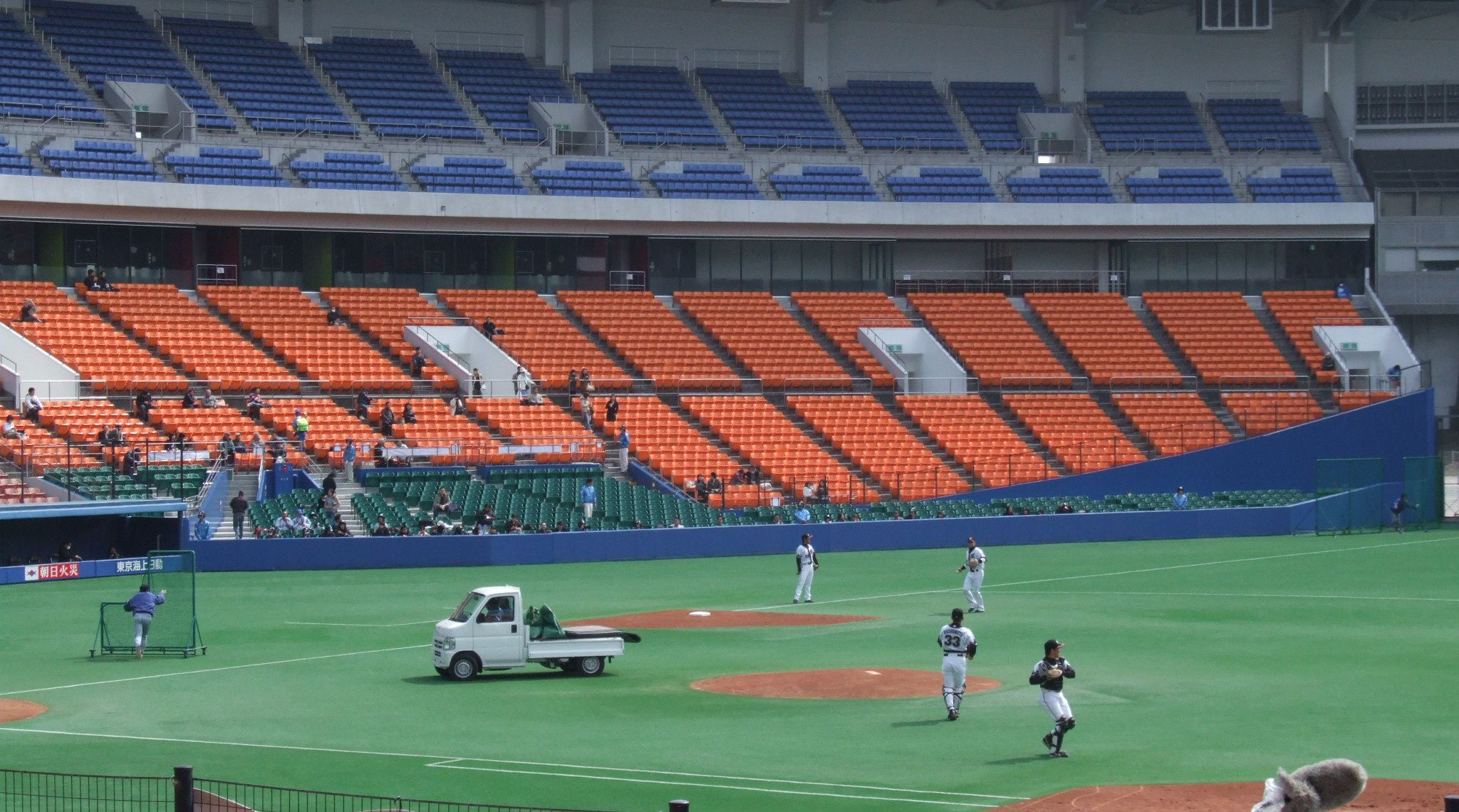
フィールドウイングシート（緑色の席）

内野は二層、外野は一層式。全体の形状は円形であるが、外形は内野席の比率が高くなるようになっている。かつてはサッカーコートをフィールド内に収めるための取り外し式可動席がダッグアウト横にあったが、フィールドシート増設時に廃止され可動席部分もフィールドシートとなった。球場の管理権が球団に移った2006年以降には小規模な改装が繰り返されており、通常の座席がボックスシートに変更されている箇所がある。また内野下段スタンドの最上段には室内観覧席が設置されている他、バックストップ裏（バックネット裏下）1階部分の記者席一塁寄りを「マリーンズ・プレスシート」として観客席としている。
内野スタンドと外野スタンドは分かれた構造となっており、場内通路で繋がれている。ロッテ主催試合では外野席の入場者は内野部分に入れるが、逆に内野席の入場者は2006年から外野部分に入れなくなった。2005年までは、外野席が満員になった試合、優勝決定ゲームなど混雑が予想される試合のみでその方策を採っていた。
2005年のプレーオフ第1ステージ第1戦では、ライト側（ロッテ側）外野席が満員となり、レフト側（西武側）のエリアをロッテファン用に開放したものの、西武応援団がレフト側バックスクリーン横の席を陣取り、ロッテファンの進入を防いだ為、ロッテファンの一部がチケットを持っているにもかかわらず入場できないという混乱が起きた。現在では、レフト側外野席のセンター寄り部分をあらかじめマリーンズ側として設定しており（一部対戦は除く）、ビジター、ホームの席の割合が3：7となっている。
紙テープや紙吹雪は許可が下りた場合のみ可。ダッグアウトに選手が入る際、ベンチにはテンピュール製のクッションが配備される。
近隣に居住地域が無いため試合時間が遅くなっても他球場と異なり鳴り物制限は一切無い。

### フィールド

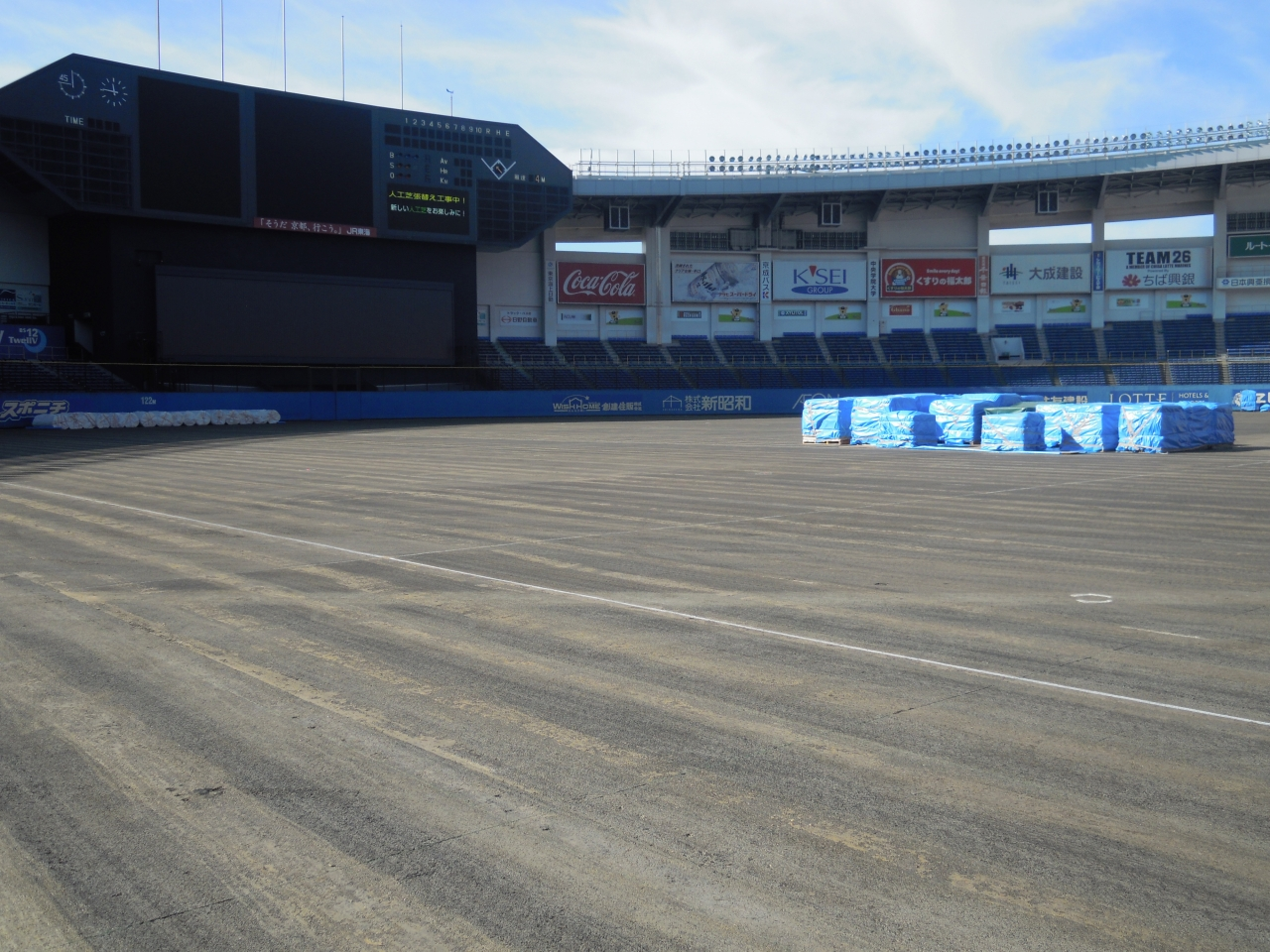
人工芝の張り替え工事中の様子（2011年）

サッカーコートが収まるサイズにしていたがスライド式可動席を採用しなかったため、同クラスのフェアグラウンドを持つ野球場よりかなりファウルグラウンドが広くなっている。ロッテが本拠地としてからフィールドウイングシートが増設されるまで、NPBの球団が一軍本拠地とする球場の中でグラウンド面積が最も広かった（公式発表では阪神甲子園球場がより広かったが訂正されている）。フィールドウイングシート、サブマリンシート、ホームランラグーン設置後のグラウンド面積は12,773.00 m2（2020年8月31日現在）となっている。
グラウンドは全面人工芝で、2003年初めにアストロ製のショートパイル人工芝「ネクストターフ」（パイル長30 mm）に張り替えられた。張替え当時はいわゆる「ハイテク人工芝」と称された高機能型であった。2009年頃からパイル硬化などの劣化が指摘され、ロッテは同年オフ、千葉市に対し人工芝の張替えを求める要望書を提出した。千葉市は慢性的な財政難のため、張替え費用を捻出することが困難としたため、約5億円の工費はロッテ球団が立て替え、市が2011年度から6か年かけて返済する形で費用を工面することが決定した。
2010年オフから張替えに着手し、同年末に着工して2011年2月下旬に竣工。アストロ製のショートパイル型「アストロ・ステージMj マリンバージョン」（パイル長32 mm）が採用された。基本は西武ドームなどに敷設されているものと同品種だが、マリンスタジアムではロッテ選手会の要望などを踏まえ、芝の下に敷設するアンダーパッドの下部に緩衝材を敷き、足腰への衝撃を軽減する工夫が施されている。パイル一本一本には芯が入っており、より天然芝の感触に近付けて仕上げている。施工したアストロの関係者は「選手の要望にいかに応えられるかが醍醐味。選手が最高のプレーをして、勝ってくれるのが一番嬉しい」と話している。
市はこの人工芝張り替えに関する問題を契機に、築20年を経過して老朽化が進んでいる球場全体の施設改修などを計画的に進めるため、市民をはじめ全国のファンから寄せられた募金・寄付金や「ふるさと納税制度」を活用して広く協力を求める「千葉マリンスタジアム基金」を創設し、2010年9月1日から受付を開始している。2011年3月1日からスタジアムに施設命名権が導入され、売却益の一部は改修費用に充当される（基金の名称は命名権導入に伴い、同日より「マリン基金」に改称。命名権の導入経緯については後述）。
2018年にはミズノと積水樹脂の共同開発による野球専用人工芝「MS Craft Baseball Turf」を採用。総工費は3億2,000万円。張替え工事は2017年オフから開始され、2018年2月28日に完成、同年3月のオープン戦に使用開始された。
かつてはアメリカンフットボールの社会人リーグであるXリーグ所属のオービックシーガルズが公式戦を行っていた。使われるのは外野部分で、その際にはライト側とレフト側にゴールポストが設置されていた。2018年にフィールドが野球専用人工芝に張り替えれて以降は、公式戦は行われていない。また、ホームランラグーンやサブマリンシートの設置に際しては、アメリカンフットボールの試合開催を想定していないため、現在試合が開催できるかは不明である。

### スコアボード

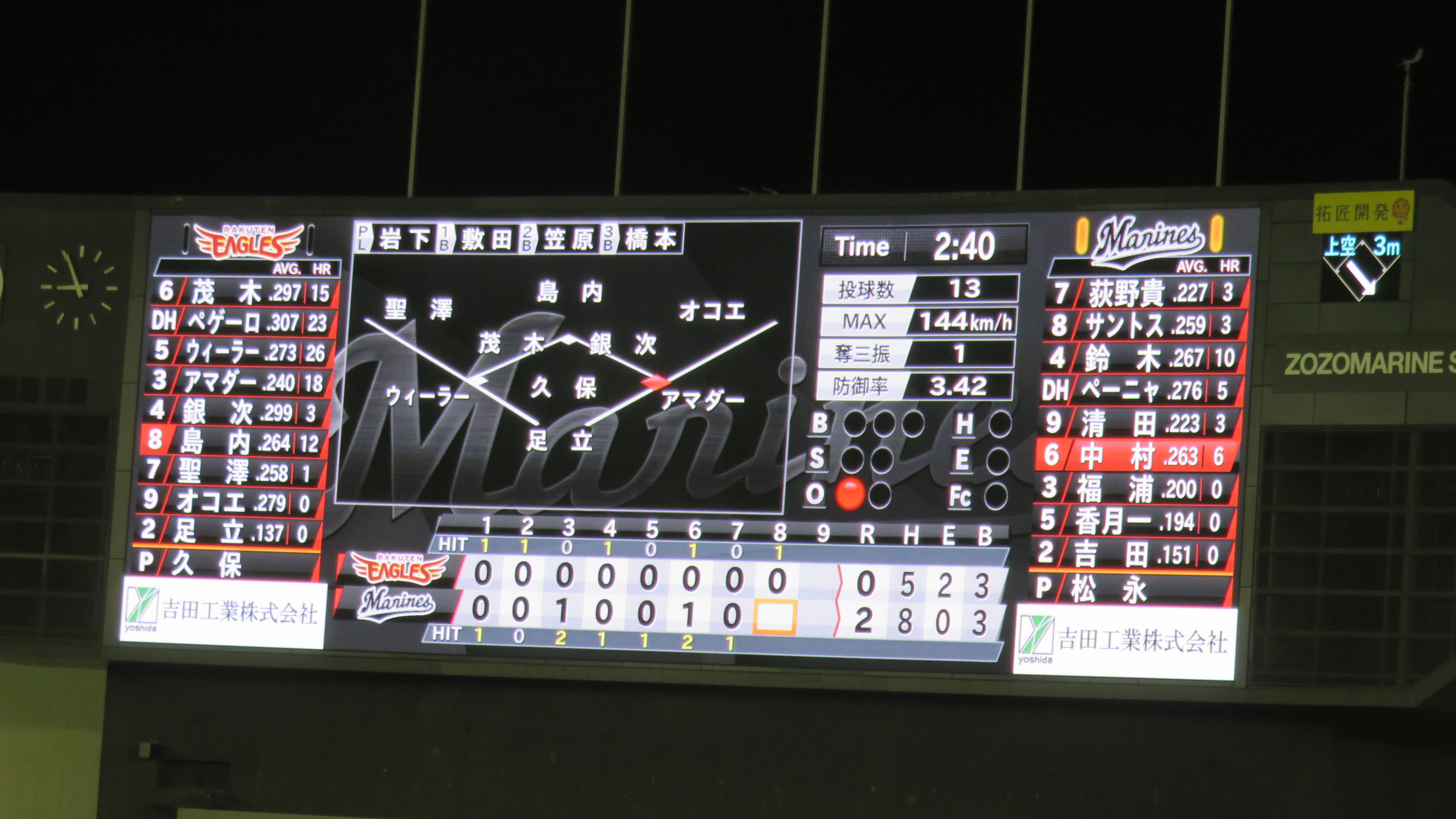
2016年に改修されたメインスクリーン（2017年）

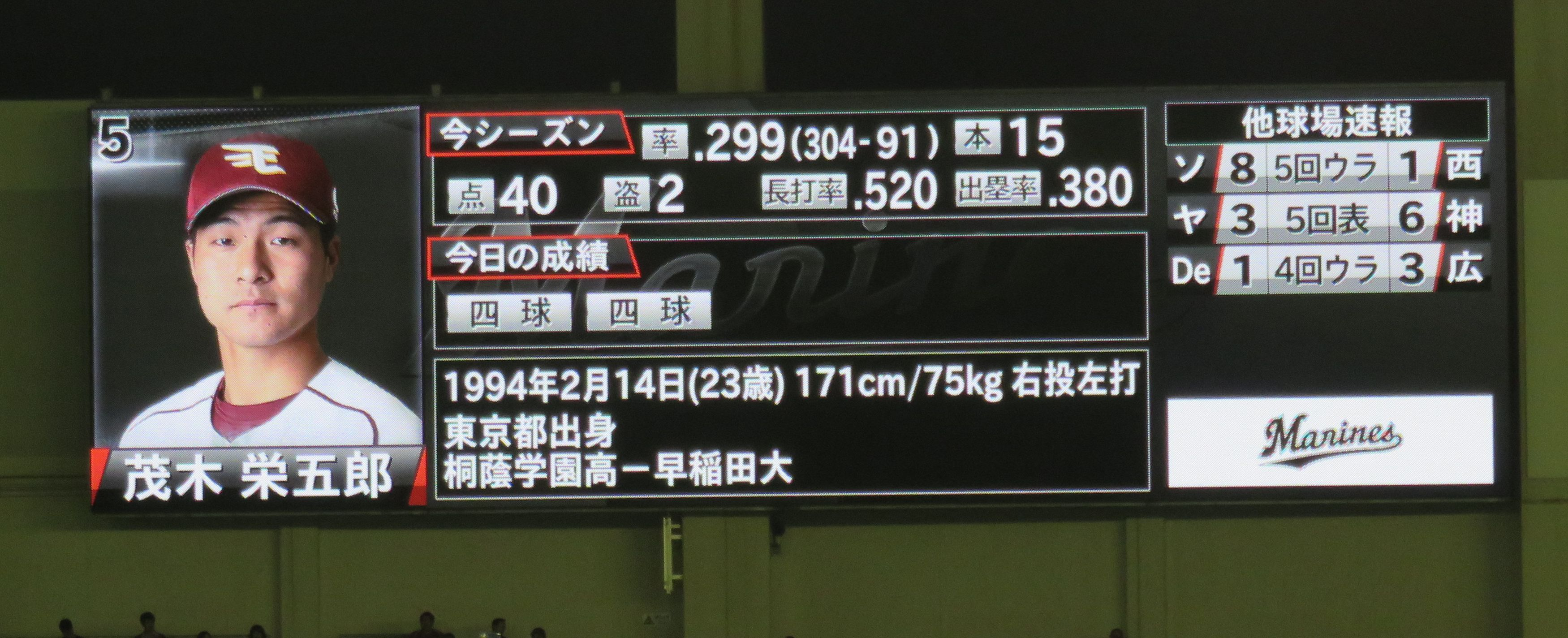
2016年に新設されたレフト側サブスクリーン（2017年）

開場当初、スコア表示部は白色電光式で、ロッテの本拠地となった1992年に高輝度放電管の大型映像装置を増設した（松下電器産業製アストロビジョン、縦7.844m×横9.911m）。老朽化のため2002年に全面改修を行った際は、スコア表示部にLEDを採用した。さらに2008年の改修において映像装置が従来よりやや大きな三菱電機製のLED式オーロラビジョンに更新された。
映像装置には1992年の設置当初から「マリンビジョン」の愛称が付いている。ライト側に風速表示、レフト側に通常のアナログ時計とアメフト用の経過時間計がある。設置当初には時計の外側にサッカー用の45分計があったが、球場のマークに変更されている。風速表示の真上には風車型風速計が設けられている。
2011年からボールカウントの表示方式を、従来の「SBO（上からストライク・ボール・アウト）」順から、国際ルールに則った「BSO」順に変更している。また球場命名権の設置に伴い、マリンビジョン上部の電光表示広告を、前年までの「LOTTERIA」に代えて「QVCマリンフィールド」に電光表示を変更、下部の「JR東海」の看板広告に変えて、「CHIBA LOTTE MARINES」の看板を掲げた（2013年はサントリーの『ソウルマッコリ』、2014年からは三井住友銀行が掲示されている）。2012年から審判の上に投球数が表示されるようになった。
高校野球開催時にイニング得点に表示される校名部分は2文字しか表示できない（泉、土気、多古はそのまま。専大松戸＝専松、市立船橋＝市船、習志野＝習志）。球速を表示する専用の欄があるにもかかわらず、字が小さいためか、試合中は球速を中央のオーロラビジョンに（広告とともに）表示する。
2014年8月19日のロッテ-オリックス戦において、スコアボードが故障。オリックスの選手の名は全員消え、ロッテは加藤、角中、岡田、益田の4人だけとなった。
2016年に約5億円をかけてスコアボード部分を改修、メインスクリーン（縦10.08 m×横28.8 m（1,201型））1面、外野スタンドサブスクリーン（縦5.76 m×横20.16 m（825型））2面およびバックネット裏サブスクリーン（スコアなどを表示する縦2.4 m×横11.2 m（451型）と、打率、投球スピード等を表示する縦2.4 m×横2.88 m（148型））2面の合わせて5面の三菱電機製オーロラビジョンが設置された。これは球団側がスコアボードの所有者の千葉市に改善を要望していたことに加え、市長へ「映像が見づらい」という市民からの投書や、上述の通り老朽化による故障がみられたためであった。整備事業費は約7億円で、千葉市とロッテ球団が2:1の割合で費用を負担する。在来のスコアボードの箇所に加え、レフト・ライト側のそれぞれポール際にあった回転式広告板の箇所にサブビジョンが設置される。サッカー用の45分計もこの際に球場マークへ交換された。
メインボード（バックスクリーン）は、中央に明治神宮野球場と同じ要領で各イニングスのヒット数が表示できるようになった。またイニング表示は基本9イニングスのみ。延長についてはプロは12回（2016・2017年シーズンの日本シリーズを除く）までなので9回の隣に3イニングをつぎ足し。アマチュア及びソフトボールは10回まで表記し、11回から先は1からもう一度記入し直しとなる。なお、2016年9月24日のロッテ-オリックス戦、2021年7月9日のロッテ-日本ハム戦においては機器の不調のせいかアマチュアタイプで表示された。

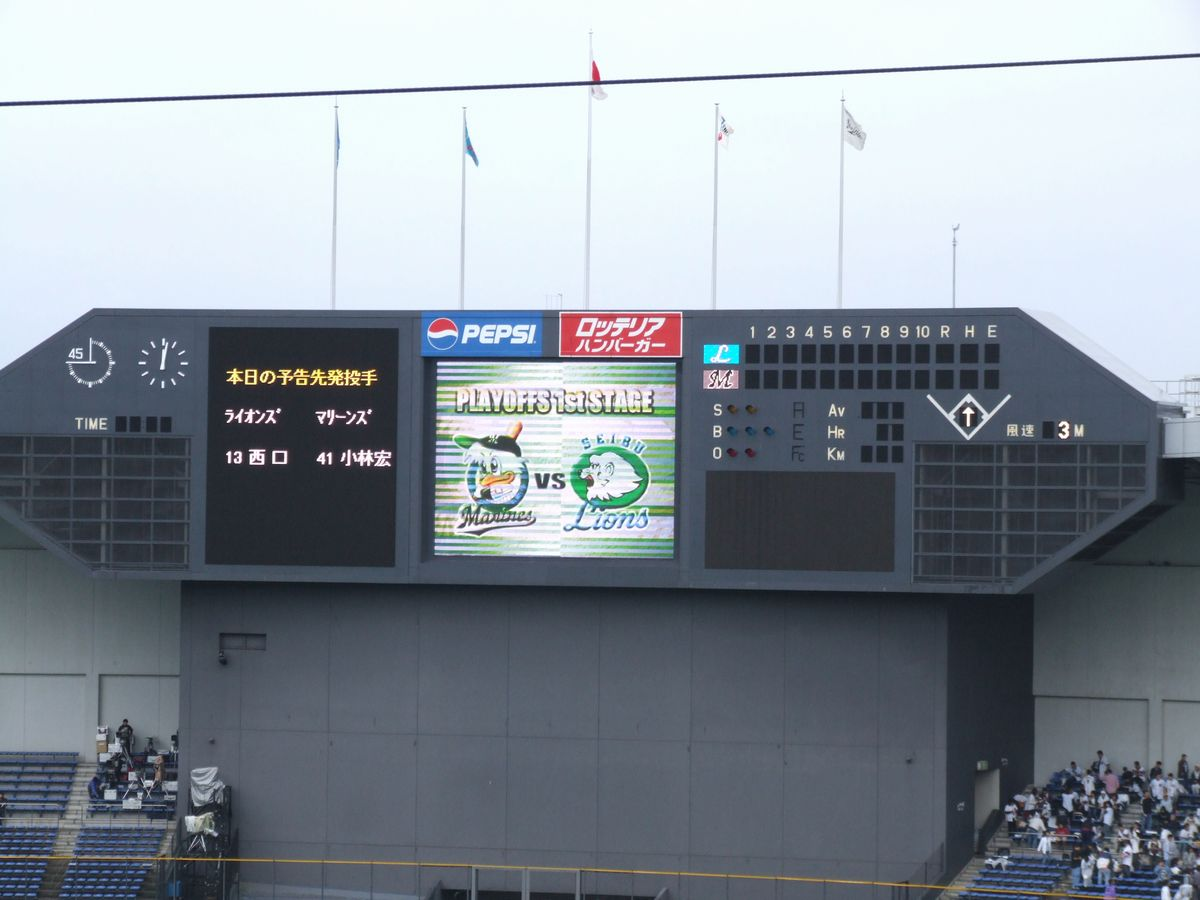
2005年当時の風速表示付きのスコアボード
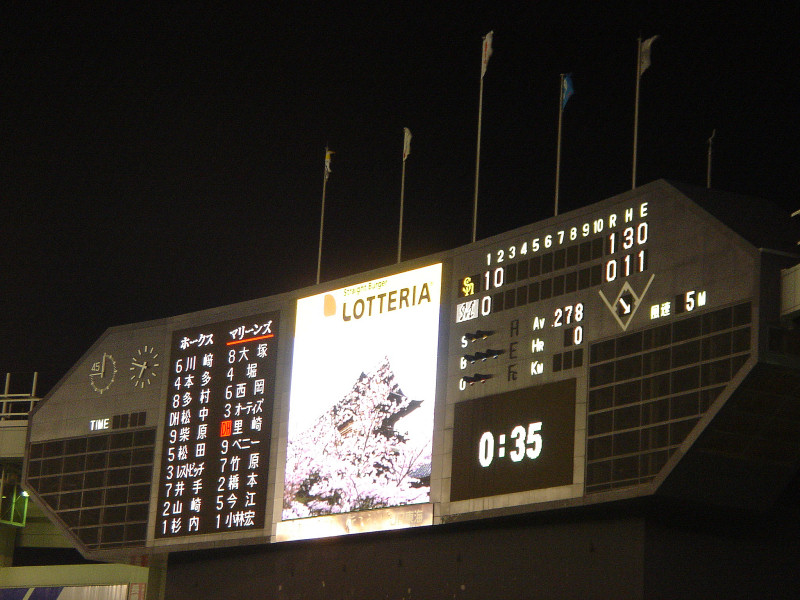
2008年当時のスコアボード

### リボンビジョン
2008年の改修で、内野席1階席直上の庇部分に増設された。三菱電機製の「オーロラリボン」を採用している。ファンからの公募による「marines wing vision（マリーンズ・ウイング・ビジョン）」の愛称が付いている。ホームゲームの際、マリーンズの好プレイ（安打、本塁打、盗塁成功など）を称えるメッセージやリリーフ登板に「It's your time」「We believe」の文字を流したり、マリンビジョンでのCMに対応するメッセージ、他に球場側からの告知事項を表示する。
2019年の改修では、全長295.68m、高さ1.28mのものに更新し、国内の野球場では最長・最大のリボンビジョンとなった。
このリボンビジョンは当時ロッテの選手だった里崎智也が2006年に行われたワールド・ベースボール・クラシックの試合に出場するため、メジャーリーグ球団ロサンゼルス・エンゼルスの本拠地であるエンゼル・スタジアム・オブ・アナハイムを訪れた際、同球場に設置されていたリボンビジョンに感銘を受けて、帰国後ロッテ球団に提案した上で導入された経緯がある。

### 照明

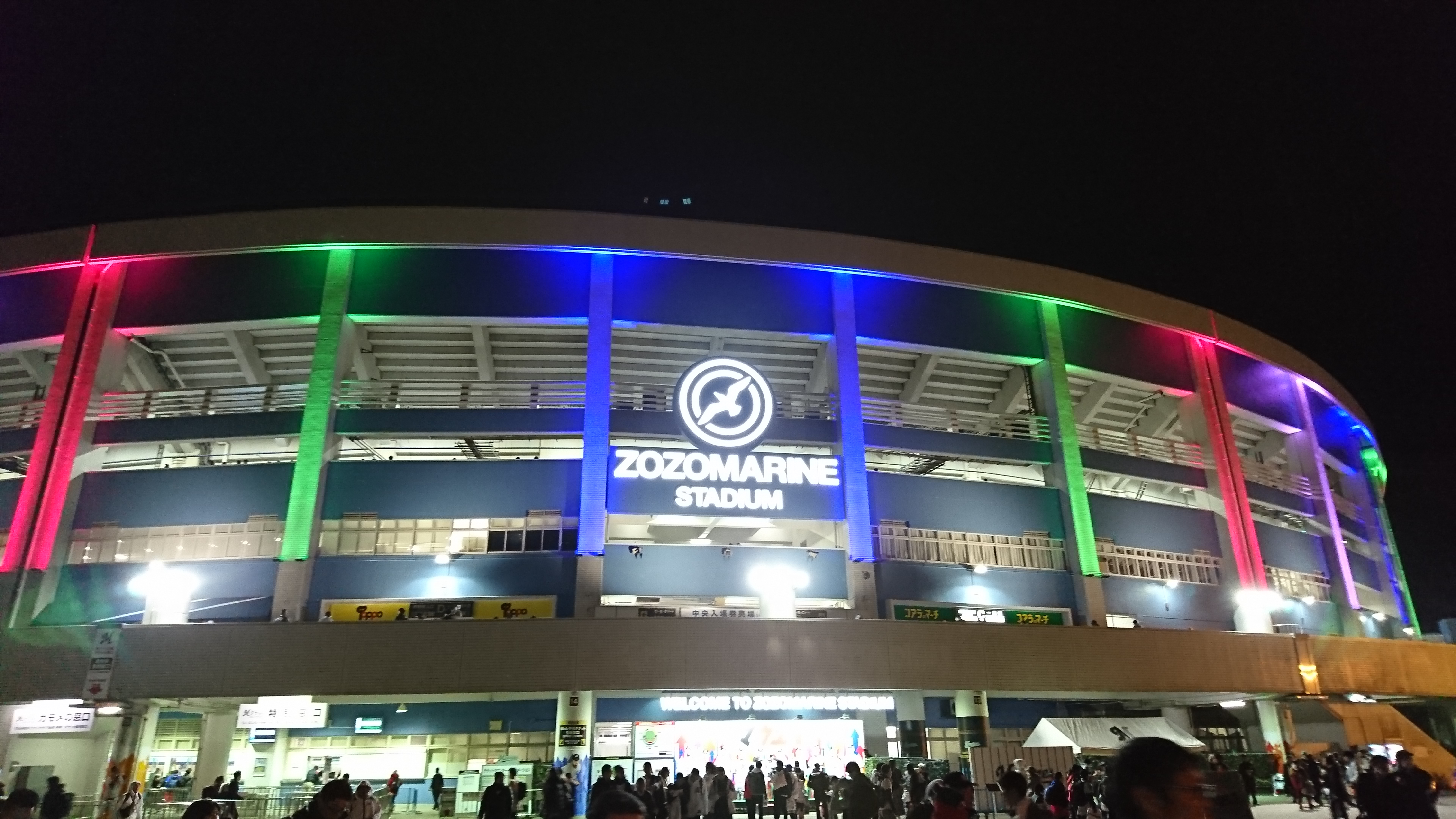
球場外壁のライトアップ（2019年）

スタンド上部の庇にサーチライトを架設。照明塔を使わないため外観をスマートに保つ事ができる上、高い照明効果を得られるなどのメリットがある。球場の外周全面に高い壁を造る必要があるため日本国内の屋外野球場でこの方式を全面採用しているのは千葉マリンだけだが、内野スタンドの庇先端部にサーチライトを分散させる手法は後に岡山県倉敷スポーツ公園野球場（マスカットスタジアム）や松山中央公園野球場（坊っちゃんスタジアム）、秋田県立野球場（こまちスタジアム）、新潟県立野球場（HARD OFF ECOスタジアム新潟）、改修された阪神甲子園球場（改修前は集中的に設置）などでも取り入れられている。
2018年には総工費8億3,000万円をかけ、グラウンド内の照明を全てLED化。現状のメタルハライドランプと高圧ナトリウムランプに替えて、高演色LED照明を採用することで、照度（グラウンドの明るさ）を維持したまま、総消費電力を約50％削減することができるという。また、統合制御システムとの連携により、ビジョンや音響と連動した躍動感あふれる演出を実現できるようになり、新たにフルカラーのLED照明による球場外壁のライトアップも行われる。

### ブルペン
ブルペンは内野スタンドの外野寄り1階にあり、プロ野球ではリリーフピッチャーは内野スタンドと外野スタンドの間（LゲートおよびRゲートの手前。場外からの搬入口にもなっている）からリリーフカーに乗って登場する。パ・リーグでリリーフカーを使用するのは、エスコンフィールドHOKKAIDOが2023年開業と同時に使用するまで長らく当球場が唯一となっていた。
かつてのリリーフカーは、ボールが半分に割られたような車体のゴルフのカートを改造した電気自動車（ロッテ移転前はマツダ・ユーノスロードスターで、投手が助手席のドアを開けていた）。
2006年のシーズン途中からは、ボルボ・C70を使用し、2007年と2010年にも同型車に更新している。
2015年には、アウディ・A5カブリオレに更新した、翌2016年には、アウディ・TTロードスターに更新した。
2020年から2022年シーズンまでは、メルセデス・ベンツ・S560カブリオレを使用。
2006年のボルボ・C70以降のリリーフカーは、投手がすぐに降りられるように助手席側ドアと助手席がないカスタムモデルになっている。

### 広告
外野席の外壁部分に広告看板がレフト側、ライト側それぞれに5枚ずつの計10枚が設置している。このうち、バックスクリーン両隣の広告看板を除く8枚はスウェーデンのプリズマフレックスが開発した、3面表示方式の回転表示式広告看板「プリズマビジョン」を採用しており、イニングごとに看板が回転し、別内容の広告が表示出来るようになっている。なお、3面のうち、1面は無地となっており、本球場を外部企業が借りて使用する際に表示される。元々は、1992年のロッテ千葉移転後に、レフト側、ライト側それぞれに7枚ずつの14枚を設置していたが、2016年のサブスクリーン設置のために、それぞれ2枚ずつ撤去された。また、両サブスクリーンの内野側の広告看板もプリズマビジョンとなっているが、こちらは1面しか使用していないため、イニングごとに看板が回転することは無い。
かつてはバックネット下の位置に消費者金融の武富士の広告が掲出されていたが、地元議員からの抗議や他球場（東京ドーム）に掲出されていた同業の広告が全廃するなどの社会情勢を受けて、2005年に同社との契約期間満了をもって、消費者金融の広告を外した。
ロッテ球団が球場の指定管理者となった2006年からは、内外野のフェンスに広告が設置され（外野は白一色、内野はカラー広告）、2008年にはバックスクリーンに3面表示方式の回転表示式広告看板「トライビジョン」が設置された。またこの指定管理者制度導入後はスタンド上部のプリズムビジョンとは別に、その下に固定式看板を設置するようになったほか、ホームランラグーン設置後の外野フェンスの広告は（一部を除き）同じ広告をラグーンの前後に張り付けている。
2019年より、レフトとライトの守備位置に球団親会社ロッテの商品であるクーリッシュの絵柄が人工芝上に描かれている。
2022年より、テレビ中継画面上、一際目立つマウンド裏のスペースへの広告掲出が、日本野球機構（NPB）の既定変更により可能になったことを受け、アリナミン製薬の商品である「アリナミンV」の広告を石灰にて掲出。規定では白い石灰を使用することになっていたが、「V」に赤色の塗料を使わないと広告主のニーズに応えられないと考え、独自に実験を重ねてプレーに影響がないことを他球団やNPBに説明した上で承認された。2023年7月5日、アリナミン「V」から「A」に変更された。
2023年と2024年にはバックネットに掲示されているロート製薬と京成電鉄の広告が、佐々木朗希の登板時に限って下記のように佐々木にちなんだ広告に差し替えた。
|            | 通常時   | 佐々木朗希登板時              |
| ---------- | -------- | ----------------------------- |
| ロート製薬 | ROHTO    | ROHKi                         |
| 京成電鉄   | 京成電鉄 | 160 km/h!! 京成スカイライナー |

2024年より、ホームランポールの上部にも広告を掲出。同年時点ではロッテの商品であるトッポのキャラクター「ノッポトッポちゃん」が描かれており、同ポールに本塁打が当たった場合は千葉ロッテや相手チームを問わず、賞品としてトッポ1000個が贈呈される。

### 海陸風による影響
球場から海（東京湾）までの距離が約150 mと極端に近いため、秒速10 mを超えることも珍しくない強い海陸風（通称「マリン風」）がある。本来なら外野まで飛ぶような打球が内野まで押し戻されたり、投手の投げた球が予想外の変化をすることは日常茶飯事であり、ロッテ球団が千葉に移転して来てから25年以上、同球団に所属している日本人選手で30本塁打達成者がいない一因にもなっている。場内には風向計・風速計が設置されており、電光掲示板で風向と風速を表示できるようになっている珍しい球場である。風速が秒速18 mを超えた場合、プレー進行の障害となるため雨天でなくても試合が中止となるケースがあり、実際に中止になった試合もある。
なお、2005年（平成17年）10月22日に開催した日本シリーズ（対阪神タイガース戦）は濃霧でコールドゲームとなったが、この日は「雨上がり」・「局地的な前線による（上空での）風のぶつかり合い」・「地上（の風）はほぼ無風」の3つが球場付近で起こったことがその原因となった。なお、当球場での濃霧によるコールドゲームは2023年シーズン終了時点ではこの1試合だけである。
また、夏季のナイトゲーム時には5回終了時にスコアボード裏の海岸側から花火を打ち上げているが、これも強風（秒速10 m以上）時やホーム方向に風が吹いている場合（特に秒速4〜6 mが最も危険とされる）は火の粉がグラウンド内に降り注ぐ恐れがあるために中止になる場合がある。
余談となるが、2008年4月に筑波大学が「千葉マリンスタジアム内に特徴的な風系と強風の要因」という題で千葉マリンスタジアムで強風が頻発する原因を解くための論文を発表し、気象観測や風洞実験などを通して研究を重ねた結果、「暖候期に強風が発生する時の卓越風向は主に南西である」という結論を出している。

### 屋内練習場

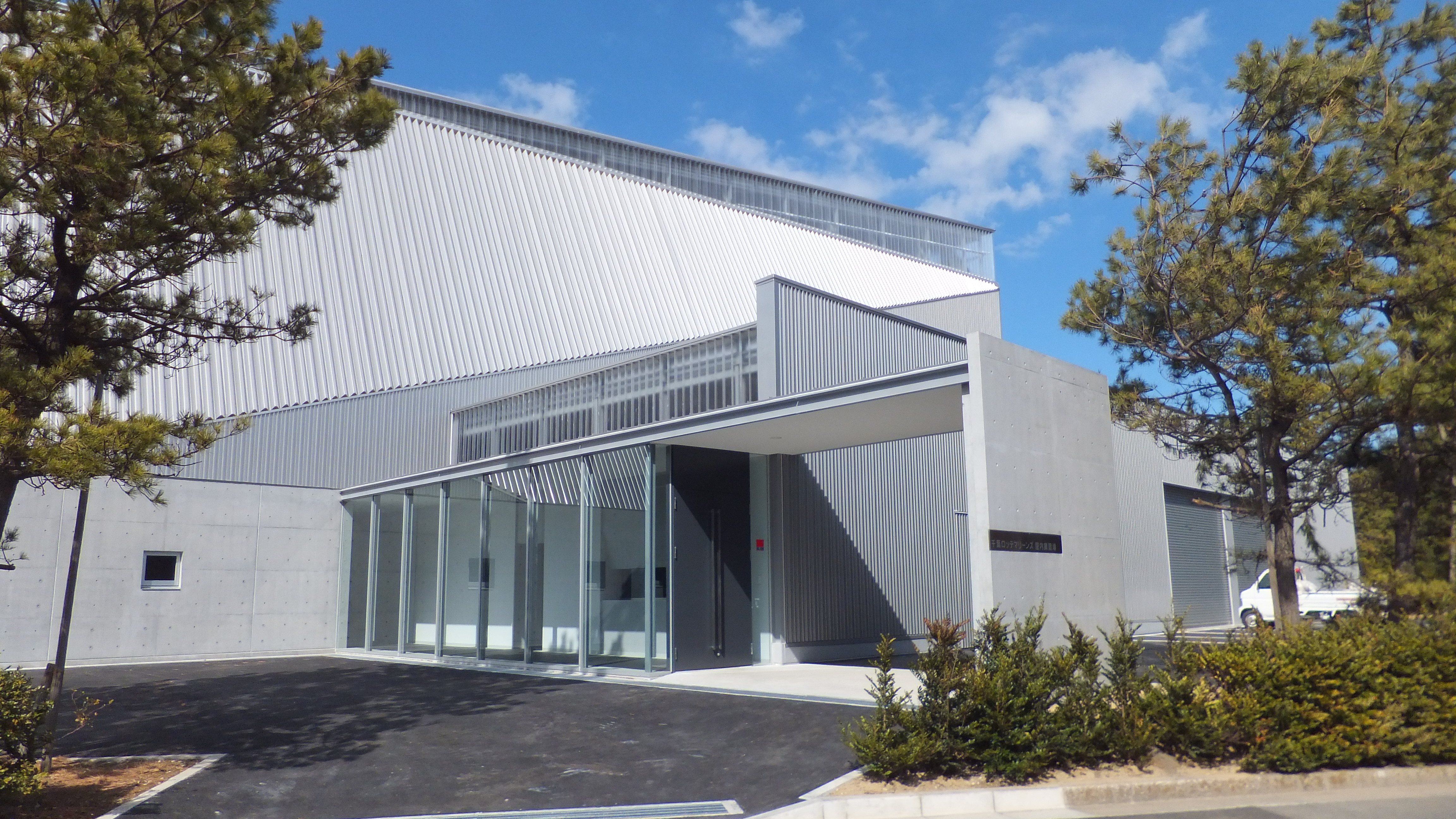
千葉ロッテマリーンズ 屋内練習場（2012年）

屋内練習場は球場建設時からなく、やや離れた場所にある稲毛海浜公園の練習場が使用されていた。選手側からの要望もあり、2012年からの使用を目指して球場場外に建設され、2012年2月14日に竣工した。
練習場内の人工芝には、2011年から2017年まで球場で使用されていた人工芝（アストロ・ステージMj マリンバージョン）が採用されており、アンツーカーは球場と同じものを使用している。

### 観客向け設備の拡充
2000年以降に実施された、ファンサービス向上を目的とした施設拡充について下記に挙げる。
- 2001年 - 球場近くの知的障害者支援施設が寄贈した「絵馬堂」を設置。
- 2003年 - 児童用遊戯施設および託児所、授乳室、ベビーベッドを設置。授乳室・ベビーベッドについては花王が命名権を獲得し「メリーズ ベビールーム」（現在は命名権を解消して「ベビールーム」）として、遊戯施設についてはイケアが命名権を獲得し「イケア キッズスクエア」（現在はLife-do.Plusが命名権を獲得して「Life-do.Plusキッズスクエア」）として運用している。
- 2006年 - 管理権が市からロッテ球団に移行。フェンス広告の解禁をはじめ、ファンの「マッサージを受けながら試合を見たい」と言う声に応えたマッサージ席やフィールドシート（フィールドウイングシートと呼称）を新たに設けるなど、大幅なリニューアルが行われる。ラブラドール・レトリバーのボールドッグ“エルフ”登場。同年8月1日、スタジアム敷地内に「マリーンズ・ミュージアム」がオープン。
- 2007年 - 同年シーズンから一塁側自由席に限り、横断幕の使用を許可。シーズン開幕戦はサッカースタジアムのような雰囲気となり、よりホーム色が強くなった。3月30日からライトゲート付近にバッティングセンターを設置。目玉は渡辺俊介のアンダースローを再現した、地上5センチからボールが撃ち出される、映像つきのバッティングマシン。その他にも硬球が打ちだされ、木製バットも用意されていて実際のトスバッティングを体験できるトスバッティングマシンも用意されている。
- 2008年 - 1階席と2階席のひさし部分に、右翼ポールからバックネットを経由して左翼ポールまで、三菱電機製の帯状映像装置「オーロラリボン」を設置、バックスクリーンの映像装置も大型化し、同社製オーロラビジョンに更新。球場内のテレビカメラもハイビジョン対応となった。レフトスタンド上段センター寄りをスタンドデッキに変更。このためにビジター側応援席の最大収容人数が縮小された。
- 2009年8月 - 6月11日の広島戦で達成した日本プロ野球記録となる“1イニング15得点”の記念碑を設置（当時の画像を記録したデジタルフォトフレームと打席に立った選手達が使ったバット、スコアシートの写真が嵌め込まれている）。
- 2014年 - 内野席7748席の改修。
- 2015年3月 - 球場内内野外野各コンコースにあるすべてのトイレの改修が完了。コンコースや入場ゲートなどに大型液晶TVモニターをおよそ50台設置。球場内音響設備の更新。ダグアウト上のフェンスを改修。球場正面ボールパークステージを改修。
- 2019年 - 「ボールパーク化プロジェクト」の第1弾事業として外周レフト側に子ども向けキャッチボール用人工芝エリアの「マリンひろば」を設置および海側駐車場を駐車台数313台へ増設し、プロ野球開催日には来場者向けサービスとして、新たに「有料事前予約サービス」を導入した。お子さま専用エアアトラクションがFゲート付近の外周キッズエリアに移動[125]。
- 2022年 - 「ボールパーク化プロジェクト」の第2弾事業として、「ヤシの木エリア」のヤシの木（計7本）に照明を設置および「マリンひろば」の通年開放を実施。
- 2023年 - 「ボールパーク化プロジェクト」の第3弾事業として、株式会社レオ・コーポレーションと3年間のネーミングライツ契約を締結し「ヤシの木エリア」に「LEOGARDEN LOUNGE」と命名し日よけ用の屋根を合計10基を設置[126]。キッズ施設「Life-do.Plusキッズスクエア」がリニューアルオープン[127]。

## マリーンズ・ミュージアム

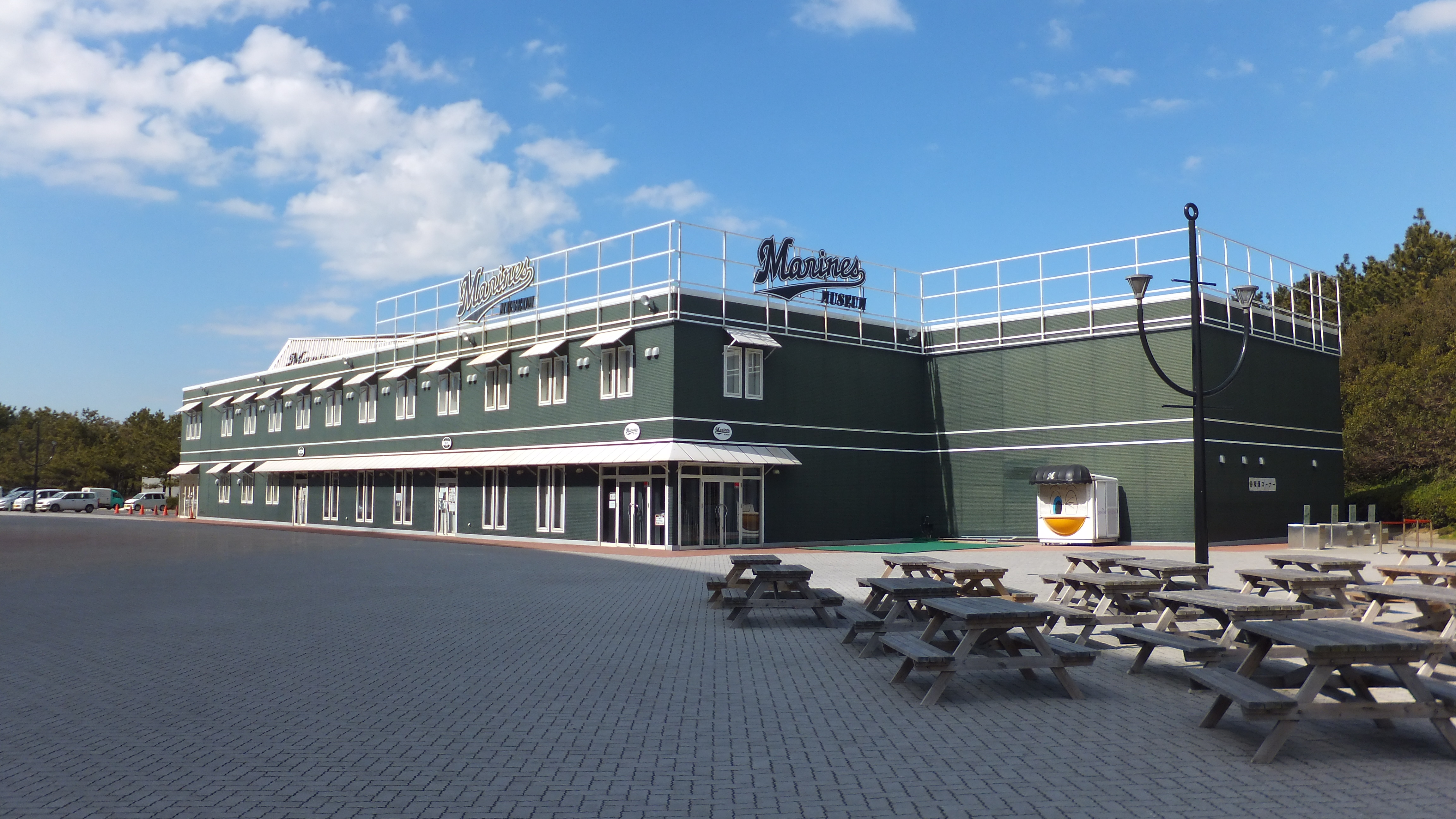
ミュージアム外観（2012年）

2006年（平成18年）8月1日に開館した「マリーンズ・ミュージアム」では、マリーンズにまつわる様々な資料が展示されていた。
2017年のリニューアルでミュージアムが縮小されて、併設されていたマリーンズストア（グッズショップ）が拡張された。なお、2階部分は閉鎖された。現在はマリーンズストア・ミュージアム店としてその名を残しており、一部の展示物が移設されている。またスタジアム内のコンコースにも一部の展示物が移設された。
- 支配下登録選手一覧、写真パネルで見る優勝パレード、2005年に日本一を含めた6冠となった際に贈られた4つのトロフィーの受賞者保存用レプリカ
- 実際に使用されていたミニカーを使ったリリーフカー
- 球場で実際に使われているダッグアウトや芝および照明灯、ファウルポール周辺部分の実物大外野フェンス、実際に操作出来るボールカウント表示器。2010年9月から11年7月までストライクのカウントは作動するがボールは壊れて反応しなかった。切り出した形でのマウンドとホームベースエリアの再現
- ロッカールームの再現。選手から寄贈を受けた使用済みのスパイクやグローブ、バット他が置かれており、里崎智也がワールド・ベースボール・クラシックに出場した際に着用した日本代表ユニフォーム、成瀬善久が北京オリンピック野球日本代表として出場した際に着用したベースボールキャップとグラウンドコートも飾られている。
- 前身「毎日オリオンズ」以来の千葉ロッテマリーンズの歴史
- 入り口すぐ脇の屋外にマリンスタジアム竣工当時に敷かれていた初代の人工芝のマット

## 施設命名権
施設命名権による呼称
- QVCマリンフィールド（2011年3月1日 - 2016年11月30日）
- ZOZOマリンスタジアム（2016年12月1日 - 2026年11月30日予定）

※命名権導入後も、千葉市の条例上の施設名称は「千葉マリンスタジアム」を維持している。

### 命名権導入まで
千葉マリンスタジアムを所有・管理する市、マリンスタジアム社およびロッテ球団の3者は2005年からマリンスタジアムに対する施設命名権（ネーミングライツ）の売却について検討を開始。
市の財政難はこの間にも悪化の一途をたどり、2009年秋には2010年度の予算編成において約270億円の収支不足が見込まれたため、千葉市の熊谷俊人市長が10月21日付で「『脱・財政危機』宣言」を発出し、収支バランスの安定化に向けて施策の方針転換が図られることになった。一環として、施設命名権導入の是非が長らく棚上げされていた千葉マリンスタジアムについても、市はロッテ側に対しスタジアムの施設全体の命名権売却を強く要望し続け、2010年10月、市とロッテ球団は2011年シーズンから命名権を導入することで合意し、これを受けて市は売却先の募集要項を11月4日に発表した。11月5日から11月25日にかけて売却先の公募を実施し、売却条件は原則として契約期間3年以上、年額2億円以上に設定し、地域貢献に関する提案などを考慮して優先交渉権を決定した上で、12月上旬を目途に売却先を選定、2011年1月に新呼称を公表し、同年シーズン開幕時から採用する旨が発表された。
結局売却先の公募には、締切日までに4社が応募した。市は応募企業名を非公表としたが、球場近隣の美浜区・幕張新都心に本社を置きファッション通販サイト「ZOZOTOWN」を運営するスタートトゥデイは11月17日に公募に申し込んだ旨を自ら公表し、同日から11月23日に掛けて同社サイトで取得に向けた署名活動を実施し15,977名の署名を集めた他、署名と同時に募集した命名案では「ZOZOマリンスタジアム」が664件と最も多かった。

### QVCマリンフィールド

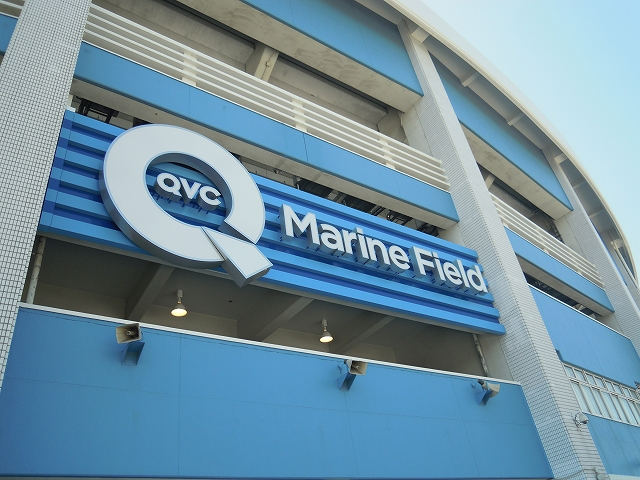
QVCマリンフィールドへ名称変更後の看板（2011年）

市は応募した4社について審査した結果、テレビ通販業「QVC」の日本法人で、幕張新都心に本社を置くQVCジャパンを交渉先に選定した旨を12月7日に発表した。同社は契約期間10年と、新名称の一部に「マリン」を残したものを提案したのに加え、社員の幕張周辺への在住支援やイベントの実施などといった地域貢献策も提示した。
選定理由について、熊谷市長は自身のブログで「金額・期間のほか、企業の安定性、地域貢献や名称案などを総合的に評価」「各社から良い提案（いずれもファンの「マリンという名称を残して」という声に配慮した名称案でした）を頂けた」と述べた。優先交渉権獲得に対し、QVCジャパンのクリス・ホロビンCEOは「命名権は日本や千葉へのQVCの長期的コミットメントを強化するきっかけとなるでしょう」とコメントした。選定から漏れたスタートトゥデイは前掲の「千葉マリンスタジアム基金」にふるさと納税制度を利用して寄付した旨を表明した。
市およびロッテ球団はQVCジャパンとの間で交渉を進めた結果、12月24日までに基本合意に達し、3者は12月27日にマリンスタジアムで合同記者会見を行った。契約金額は年額2億7500万円の10年間契約で総額27億5000万円と、日本のプロ野球本拠地球場の施設命名権としては過去最長の契約期間となった。呼称は「QVCマリンフィールド」とすることも決定した。QVCジャパンの佐々木迅社長は契約期間について「海浜幕張地区と共に歩み、末永く根を下ろしてやっていくという決意の表れ」と話し、呼称については同年「和」をスローガンに日本シリーズを制したロッテと、映画『フィールド・オブ・ドリームス』をイメージしたと述べた上で「日本のプロ本拠地で『フィールド』が付く球場は初めて。闘いの場、夢を育む場という意味で敢えて使うことにした」と説明した。熊谷市長は呼称に対し「県民の9割が『マリン』を残してほしいと言っていた心情に配慮してくれた。一ファンとしても嬉しい」と評価した。
その後3者はさらに交渉を進め、契約内容の細部調整を図った上で2011年2月28日付で正式契約を締結し、新名称は3月1日から採用された。QVCジャパンは今後10年間、市とロッテ球団に対し契約額のそれぞれ半額となる年額1億3750万円ずつを支払う予定で、収益の一部は前述の人工芝張り替えなどの施設改修に充当される。
契約6年目の2016年7月24日、6月にQVC社側から「知名度の向上など一定の成果を得た」として契約の中途解除を申し入れたことを千葉市が発表。市・球団との3者協議の末、残り4年の契約料の3割となる3億3000万円をQVC社が違約金として払う（違約金は市と球団に折半）ことで9月27日に合意された。

### ZOZOマリンスタジアム

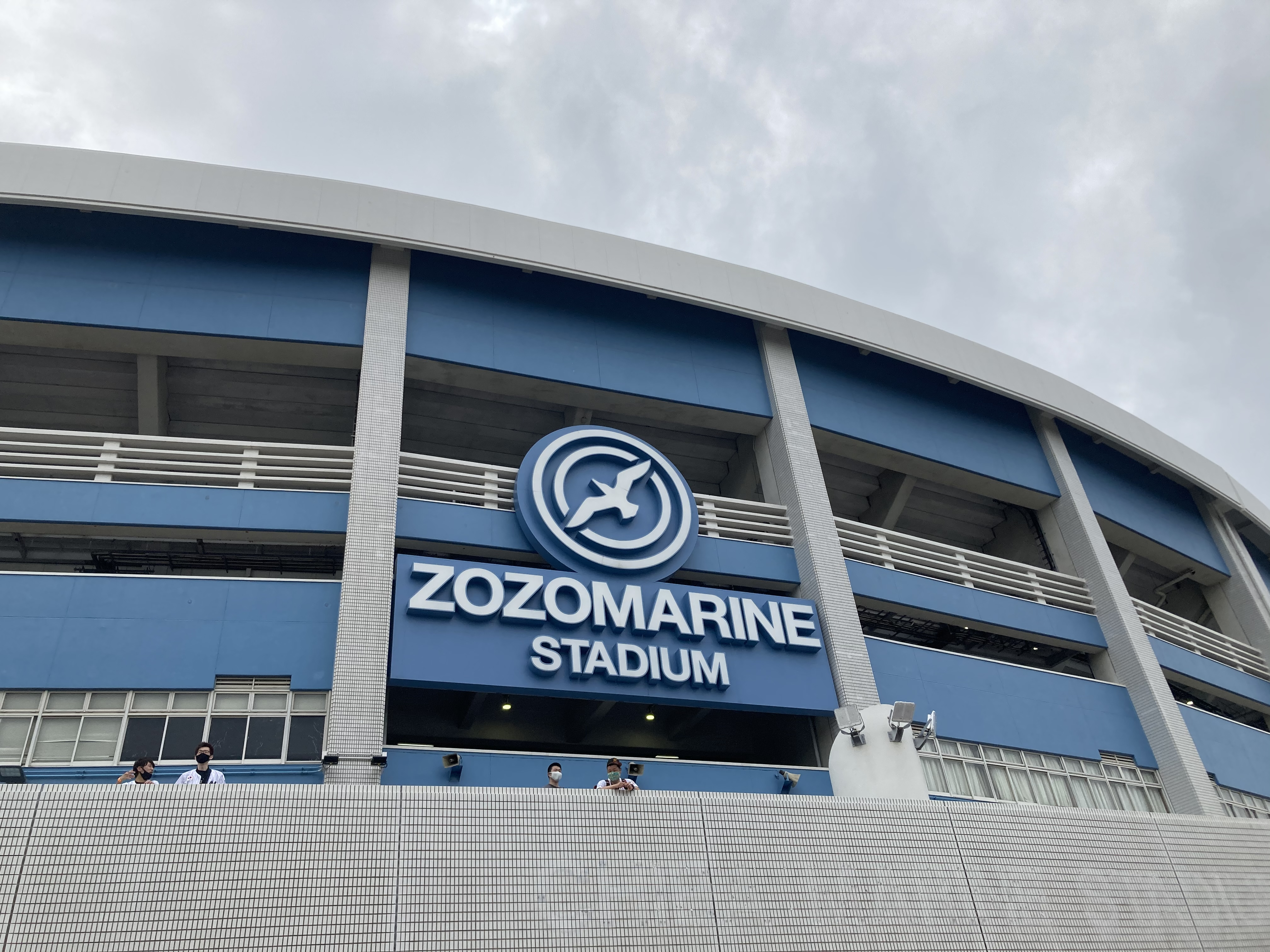
ZOZOへ名称変更後の看板（2021年）

千葉市はQVC社に代わる新しいスポンサーを募集。「契約期間5年以上、年額2億5000万円（税別）以上、新名称に『マリン』を入れることを希望」を条件として10月6日から10月20日まで募集を行った結果、締切日までに4社からの応募があり、10月28日、千葉市は新しいネーミングライツ権の優先交渉権者として、2010年時の権利取得にも立候補したスタートトゥデイが選ばれた事を発表。11月18日に新名称である「ZOZOマリンスタジアム」が発表され、12月1日に改名された。山室晋也球団社長は「スタジアムに近い千葉市の幕張に本社を置かれ、地域密着を推進される株式会社スタートトゥデイ様とネーミングライツ契約を結べましたことを大変、うれしく思っております」とコメントを発表している。契約期間は10年、年額3億1000万円（税別、市と球団に折半）。
2019年9月12日にプロ野球球団・福岡ソフトバンクホークスを保有するソフトバンクグループのヤフー（現:Zホールディングス）がZOZOに対し、株式公開買い付けと資本業務提携を行うことを発表。発表当時、ヤフーは2005年からソフトバンク球団の本拠地である福岡ドームの命名権を取得していたのに加えて、過去にオリックス・ブルーウェーブ（当時）の本拠地だった神戸総合運動公園野球場の命名権を契約していたが、親会社のソフトバンクがプロ野球界に参入する際にオリックス球団との命名権契約を終了した経緯があるため、野球ファンの間から命名権契約の今後について懸念する声もあったが、ヤフーの川邊健太郎社長は「プロモーションの範囲内で」という姿勢を見せ、ZOZOの澤田宏太郎社長は「契約期間が残っており、辞める理由はない」と語り、ヤフーとZOZOの両社は千葉市やロッテ球団との球場命名権契約は維持する考えを強調している。なお、ヤフーは後日福岡ドームの命名権をグループ会社のPayPayに移管している。

### 施設名以外の命名権
施設そのものとは別に、スタンド部分にも命名権を採用している。
- ファイト イッパーツ!リポビタンシート（バックネット裏グラウンドレベル）
- オーダースーツSADAバーベキューガーデン（ライトポールおよびレフトポール付近の外野応援席の上）
- 東洋合成ダグアウトボックス（ダグアウトの真後ろ上部のグループ席）
- コカ・コーラ ピクニックボックス（3塁側1階席上段の一部でグループ席）
- ogawaキャンプBOX（3塁側2階席の一部  シートやテーブルなどアウトドアグッズを使用しているグループ席）
- ミニストップアプリシート（3塁側2階席の一部で人工芝のグループ席）
- セブン-イレブン スタンドデッキ（レフト最上段のグループ席）

2019年シーズンより、指定管理者（株式会社千葉ロッテマリーンズ）の親会社であるロッテの各商品の名前がシート名やゲート名に採用されている。
- シート名
  - 1塁側 LOTTE 雪見だいふく サブマリン・シート
  - 3塁側 LOTTE 爽 サブマリン・シート
- ゲート名
  - R チョコパイ ゲート
  - B キシリトール ゲート
  - C コアラのマーチ ゲート
  - D トッポ ゲート
  - F クーリッシュ ゲート
  - L ガーナチョコ ゲート

## 千葉ロッテマリーンズ以外の公式戦

### 東京ヤクルトスワローズ
1991年5月25日、ヤクルトスワローズ主催の対中日戦が行われたが、これが当球場初のプロ野球公式戦となった。翌年、ロッテが本拠地を置いてからも、2005年まで主に5月下旬または6月上旬の週末に年間1カード（2 - 3試合）行われていた。この時期にはヤクルトが本拠地としている明治神宮野球場で東京六大学野球春季リーグの最終節である早慶戦があり、多くの来場者が見込まれ同日に共用した場合には、周辺の混雑や観客の入れ替え時の混乱が予想されるため、それらを避けるという意味で行われていた。
この当時、ヤクルトには千葉県出身や同県の高校出身の選手が多数在籍しており（飯田哲也（拓大紅陵出身）、石井一久（千葉市出身、東京学館浦安出身）、土橋勝征（船橋市出身、印旛高出身）、城友博（習志野市出身、習志野高出身）ら）、公式戦開催のポスターにはこれらの選手が用いられていた。
当時、ヤクルトが首都圏で開催する唯一のデーゲームによる公式戦だったが、2005年は5月上旬から6月中旬にかけてセ・パ交流戦が行われるのに伴い、早慶戦を考慮する必要が少なくなったことから、千葉マリンでの主催公式戦は開催時期を7月にずらして行った。
2006年からは大学野球側との調整の結果、神宮でもデーゲーム開催が可能となったことなどから、ヤクルト主催では千葉マリンの公式戦を開催していない。以降はセ・パ交流戦のビジターゲームでのみ試合を行っている。

### 横浜DeNAベイスターズ
横浜DeNAベイスターズは、本拠地の横浜スタジアムが2020年東京オリンピックの野球種目の会場となっており、開催期間中とその前後は横浜スタジアムが使用できないことから、2020年7月17日と18日の対巨人戦は、前身球団時代も含めて初となる、千葉マリンスタジアムでの開催を予定していた。しかし、東京オリンピックの開催が延期になったことを受けて、該当試合の開催球場を横浜スタジアムに変更したため、当球場でのDeNA主催試合の開催は無くなった。なおベイスターズは延期となった2021年にも主催試合を東京ドームと明治神宮野球場等に代替しているが、当球場での開催は見送られた。

## 催事

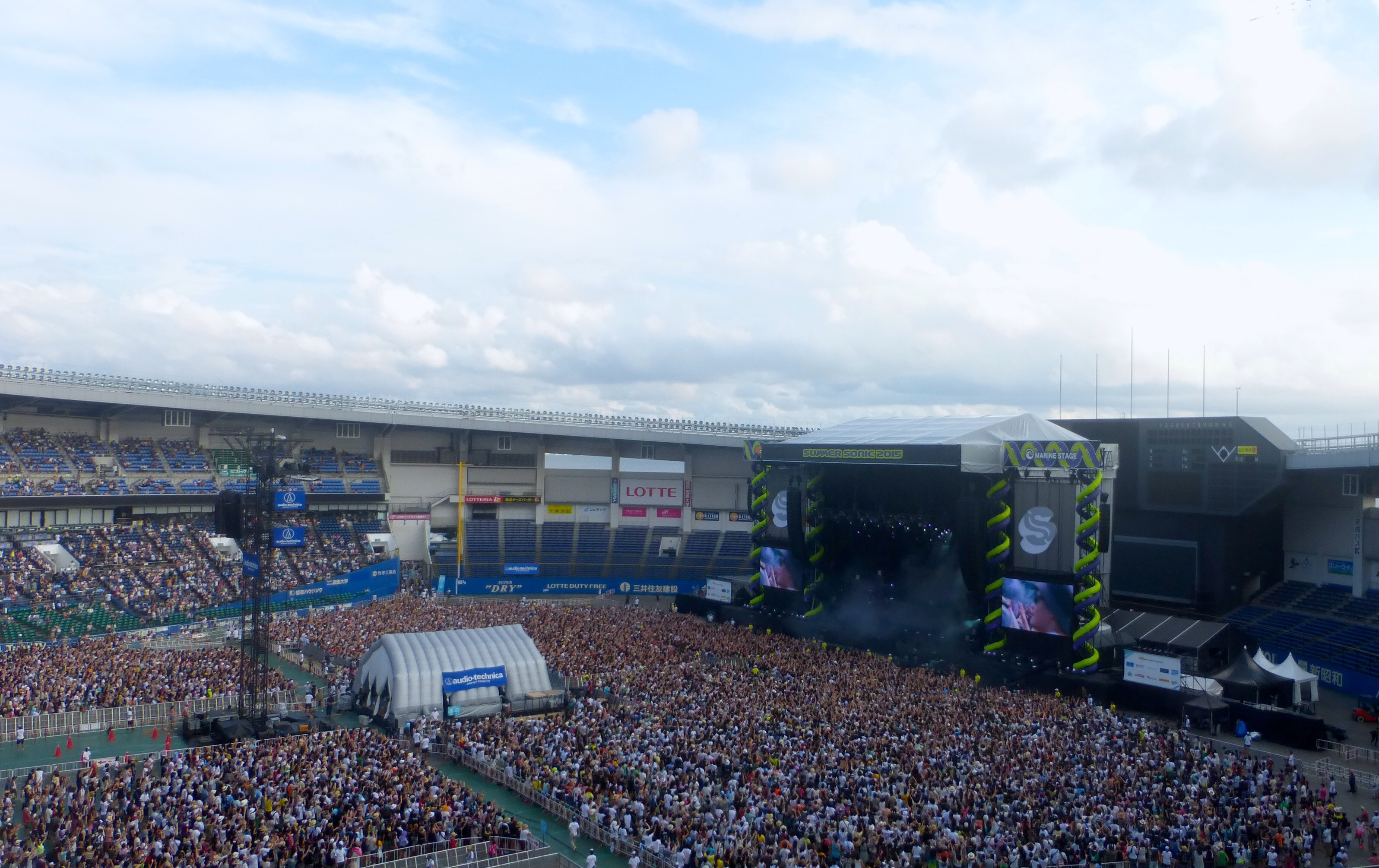
サマーソニック開催の様子（2015年）

スポーツだけでなく、娯楽の殿堂としての機能も持つ多目的野球場として、完成間もない1990年4月13日のマドンナのコンサートを皮切りに、コンサートでも数多く利用されており、近年では都市型音楽フェスティバルのサマーソニックの会場等にもなった。
しかし、一方ではそのマドンナのコンサートに対して、近隣住民などから騒音としての苦情が約60件寄せられ、中には3 km離れたところからのものもあった。住宅もある都市部での野外施設のため、騒音問題も開場当初から存在している。

### 主要なイベント実績

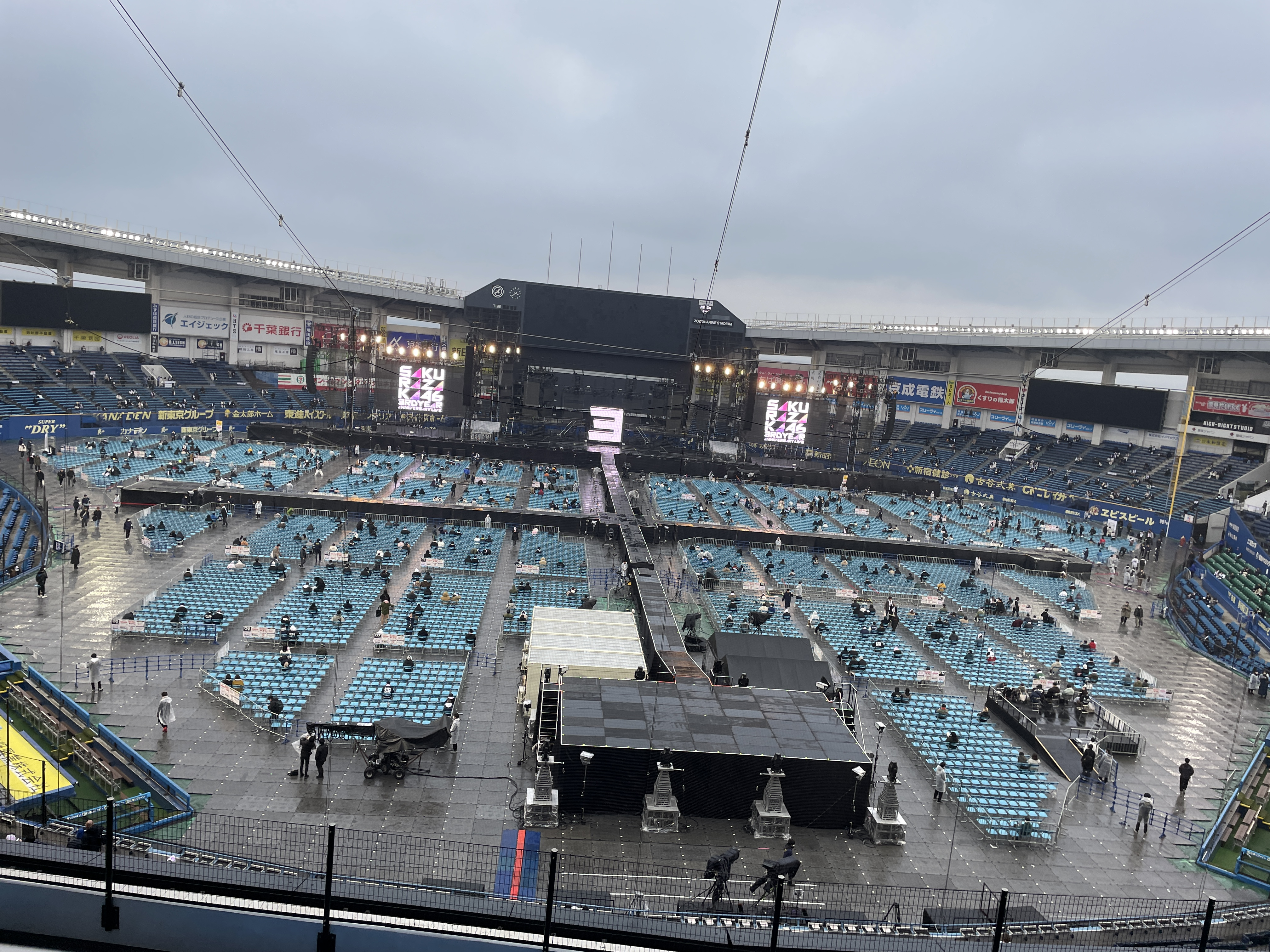
史上最大の動員数を記録した櫻坂46「3rd YEAR ANNIVERSARY LIVE」

- 全国高等学校クイズ選手権 - 第10回（1990年）の全国大会第1回戦及び準々決勝で使用。
- 安室奈美恵 with SUPER MONKEY'S - SUMMER PRESENTS '96 AMURO NAMIE with SUPER MONKEY'S（1996年8月31日〜9月1日にかけて開催された安室奈美恵 with SUPER MONKEY'Sとしてのラストライブ。）が実施された。
- hide - 1996年9月8日に「LEMONed presents hide indian summer special」を開催。
- B'z - 2000年8月9日にライブが実施された。ライブ中、ステージ付近に雷が落ちてスタッフに怪我人が出たため急遽ライブを短縮となった[150]。
- 宇多田ヒカル - BOHEMIAN SUMMER ～宇多田ヒカル Circuit Live 2000が実施された[151]。
- サマーソニック - 2001年から常打ち会場になっているロック・フェスティバル。
- 水樹奈々 - NANA MIZUKI LIVE UNION 2012、NANA MIZUKI LIVE EXPRESS 2019（いずれもツアー千秋楽公演）が実施された[152][153]。
- BUMP OF CHICKEN - 2013年8月9日にベストアルバム発売記念ライブが実施された[154]。なお、会場がある千葉県はメンバーの地元でもある。
- BEST COLLEGES 硬式野球選手権大会 - 学校法人立志舎グループの専門学校各校生徒を参加対象とした野球大会で、第18回（2007年）大会から第27回（2016年）大会まで決勝トーナメント会場として使用。
- Avicii - AVICII JAPAN TOUR 2016 TOKYO　2016年6月5日にAviciiの最初で最後となる日本ツアーのライブ会場の一つとして使用[155]。もう一つの公演は前日の6月4日に大阪府の舞洲BEACH SIDE特設会場にて開催された。
- WANIMA - 2020年9月22日に「COMINATCHA!! TOUR FINAL at ZOZO MARINE STADIUM」を無観客で開催[156]。
- ONE OK ROCK -　2020年10月11日に「ONE OK ROCK 2020 "Field of Wonder" at Stadium Live Streaming supported by au 5G LIVE」を無観客で開催[157]。
- X Games Chiba 2022 - 2022年4月に開催。X Gamesが日本で開催されるのは今回が初めてとなる[158][159]。2023年も本スタジアムで開催された[160]。2024年は会場を幕張メッセに移して行われた[161]。
- バンダイナムコエンターテインメントフェスティバル2nd - 2022年5月に開催。当初は2021年2月に東京ドームで開催予定だったが、新型コロナウイルスの影響により、開催日時と会場が変更された[162]。
- 櫻坂46 - 2023年から周年記念ライブの会場として使用。2023年11月25日・26日に開催された「3rd YEAR ANNIVERSARY LIVE」では、2日間で計7万2千人を動員し、本スタジアムの史上最大動員数を記録した[163][164]。

## メディア
ロケーション撮影や収録などでも使用されている。
- 夢がMORI MORI - 番組内のコーナー「スーパーキックベース」の収録に使用。
- ゴジラvsメカゴジラ - 劇中でゴジラに壊される。
- DEATHTOPIA - 劇中で主人公たちが横浜DeNAベイスターズ対千葉ロッテマリーンズのセ・パ交流戦を観に訪れる。
- 鉄拳 - ナムコ（現：バンダイナムコエンターテインメント）の初代「鉄拳」の日本ステージの一つとして登場する。
- ゴジラ-1.0 - 初代ゴジラの鳴き声を録音するために東宝が本スタジアムを借りた上で収録した[165]。

## アクセス

### 鉄道
- 東日本旅客鉄道（JR東日本）京葉線 海浜幕張駅から徒歩15分またはバス（京成バス）で6分[166]
- JR東日本京葉線 幕張豊砂駅から徒歩30分[166]
- JR東日本総武線・京成千葉線 幕張本郷駅からバス（京成バス）で20分[166]
- JR東日本総武線 稲毛駅西口からバス（千葉海浜交通）で30分[166]
- JR東日本総武線 幕張駅北口からバス（千葉シーサイドバス）で15分[166]

### バス
- 海浜幕張駅南口にあるプレナ幕張の西側にあるプレナ幕張停留所（マリーンズ ストア 海浜幕張店前）からは、千葉ロッテマリーンズ主催試合時に限り京成グループのバスによる臨時シャトルバスが運行される（運賃先払い、車内では千葉ロッテ選手によるマナー喚起などの車内放送が流される）。
- 海浜幕張駅北口ターミナル発の定期路線バスも通常通り運行される。
- その他の駅から路線バスでのアクセスは、本数からJR総武線・京成千葉線の幕張本郷駅からがメインとなるが、JR幕張駅やJR稲毛駅からのバスも約30 - 60分間隔で運行されている。
- 試合終了時には海浜幕張駅、幕張本郷駅、津田沼駅、JR稲毛駅（京葉線 検見川浜駅、稲毛海岸駅経由）への臨時バスが運行される。このうち海浜幕張駅行と幕張本郷駅発着便には直通シャトルバスもある（幕張本郷駅発着便は、幕張新都心地区を通らず、免許センター交差点からメッセ大橋交差点に出て千葉県道15号千葉船橋海浜線を経由して幕張海浜公園交差点に出る経路）。

### 高速バス
- 羽田空港 - 幕張・千葉（京成バス、ちばシティバス、京浜急行バス、東京空港交通）
  - アパホテル&リゾート＜東京ベイ幕張＞幕張メッセ
  - 海浜幕張駅 北口7番のりば
- 成田空港 - 千葉・幕張（京成バス、ちばシティバス、成田空港交通）
  - アパホテル&リゾート＜東京ベイ幕張＞幕張メッセ
  - 海浜幕張駅 北口7番のりば

### 自動車
- 東京方面：東関東自動車道湾岸習志野ICより約5分。京葉道路幕張ICより約5分[166]。
- 千葉方面：東関東自動車道湾岸千葉ICより約5分。京葉道路幕張ICより約5分[166]。

球場内および付近に駐車場が多数存在する。
駐車場
※多数あるため、プロ野球開催時にメインとなるもののみ
- 幕張海浜公園駐車場Fブロック入口側駐車場（千葉市美浜区美浜1-1） ※球場まで徒歩1-2分
  - 収容台数： 普通車 396台、中・大型車 13台
  - 営業時間： 8:30 - 21:00（但し、ナイター時最大23:00まで）
- 幕張海浜公園駐車場Fブロックスタジアム海側駐車場（千葉市美浜区美浜1-1） ※球場まで徒歩1-2分
  - 収容台数： 普通車 313台
  - 営業時間： 8:30 - 21:00（但し、ナイター時最大23:00まで）
  - 営業期間： 3月 - 11月
- Dパーキング幕張海浜公園D・Eブロック駐車場（千葉市美浜区美浜1） ※球場まで徒歩7-8分
  - 収容台数： 普通車 539台
  - 営業時間： 6:00 - 24:00
- 幕張メッセ駐車場（千葉市美浜区豊砂3-1） ※球場まで徒歩10分
  - 収容台数： 普通車 5,500台、大型車 120台、二輪車 50台
  - 営業時間： 8:00 - 23:00（入庫は21:00まで）

上記の海浜公園駐車場が満車の場合、主にこちらを利用することになる。
- 他の駐車場はプロ野球開催時には、営業時間・球場までの距離・収容台数等に大きな制約があるため本項では割愛する。
- イベント時も駐車場の予約・前売券購入などは不要である。

## 近隣施設
海浜幕張駅（JR東日本）から徒歩圏内にあり、隣接した場所にMICE施設（幕張メッセ）、ホテル（アパホテル&リゾート東京ベイ幕張、ホテルニューオータニ幕張、ホテル ザ・マンハッタン、ホテルフランクス、ホテルグリーンタワー幕張）、商業施設（プレナ幕張、三井アウトレットパーク 幕張、コストコ幕張倉庫店、イオンモール幕張新都心、イトーヨーカドー幕張店）、オフィス（QVCジャパン本社、ワールドビジネスガーデン）、幕張ベイタウンの大規模マンションなどがある。